# Terceira
A Terceira é uma das nove ilhas dos Açores, integrante do chamado "Grupo Central". Primitivamente denominada como Ilha de Nosso Senhor Jesus Cristo das Terceiras, foi em tempos o centro administrativo das Ilhas Terceiras, como era designado o arquipélago dos Açores. A designação Terceiras aplicava-se a todo o arquipélago do Açores visto ter sido o terceiro arquipélago descoberto no Atlântico (o arquipélago das Canárias era designado de Ilhas Primeiras e o arquipélago da Madeira por Ilhas Segundas, segundo a ordem cronológica de Descoberta). Com o avançar dos anos esta ilha passou a ser conhecida apenas por Ilha Terceira.
Ao longo de sua história, a Terceira desempenhou um papel de grande importância no estabelecimento e manutenção do Império Português, devido à sua localização geoestratégica em pleno Atlântico Norte.

## Divisão administrativa
A ilha é dividida em dois municípios e trinta freguesias:
- Angra do Heroísmo
  - Altares
  - Cinco Ribeiras
  - Doze Ribeiras
  - Feteira
  - Nossa Senhora da Conceição
  - Porto Judeu
  - Posto Santo
  - Raminho
  - Ribeirinha
  - Santa Bárbara
  - Santa Luzia
  - São Bartolomeu de Regatos
  - São Bento
  - São Mateus da Calheta
  - São Pedro
  - Sé
  - Serreta
  - Terra Chã
  - Vila de São Sebastião
- Praia da Vitória
  - Agualva
  - Biscoitos
  - Cabo da Praia
  - Fonte do Bastardo
  - Fontinhas
  - Lajes
  - Porto Martins
  - Santa Cruz
  - Quatro Ribeiras
  - São Brás
  - Vila Nova

## Geografia
A ilha tem as dimensões aproximadas de 29 quilómetros de comprimento por 18 quilómetros de largura, medindo o seu perímetro 90 quilómetros. Tem uma área de 402,2 quilómetros quadrados. O seu ponto mais alto está a 1 021 metros acima do nível do mar, localizado na serra de Santa Bárbara, no lado Oeste.

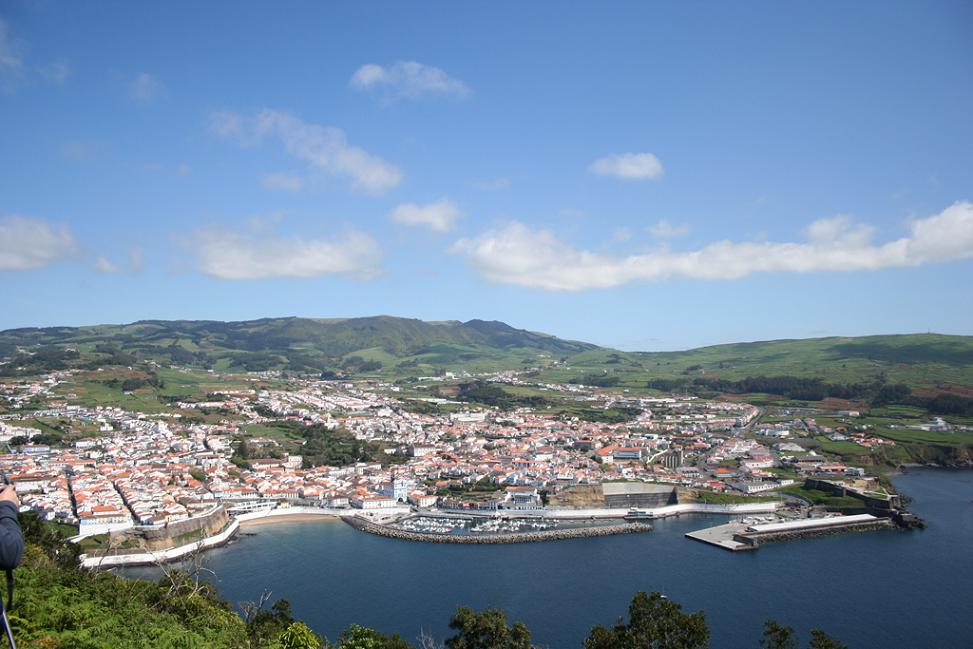
Angra do Heroísmo e sua baía.

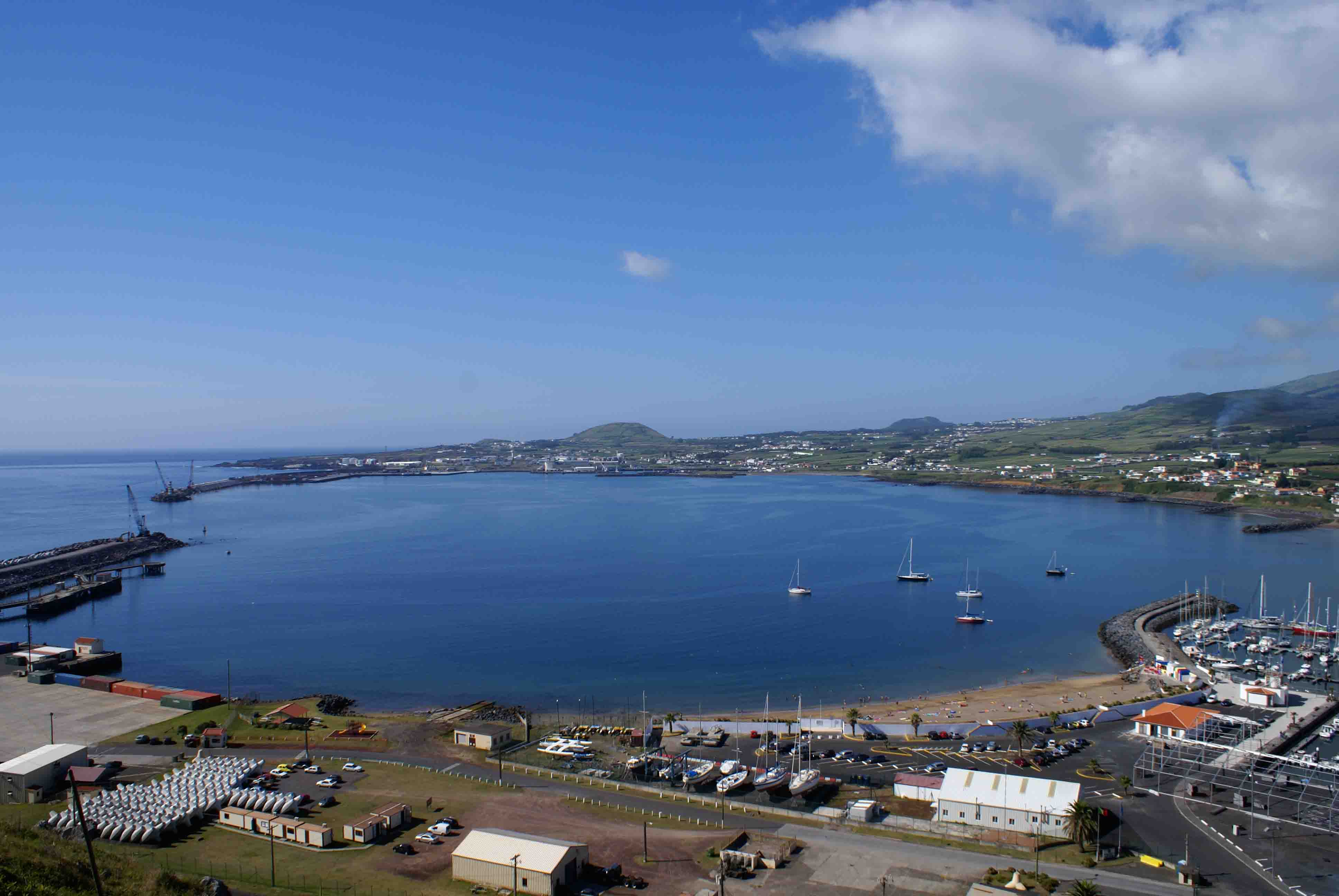
Praia Grande, baía da Praia da Vitória.

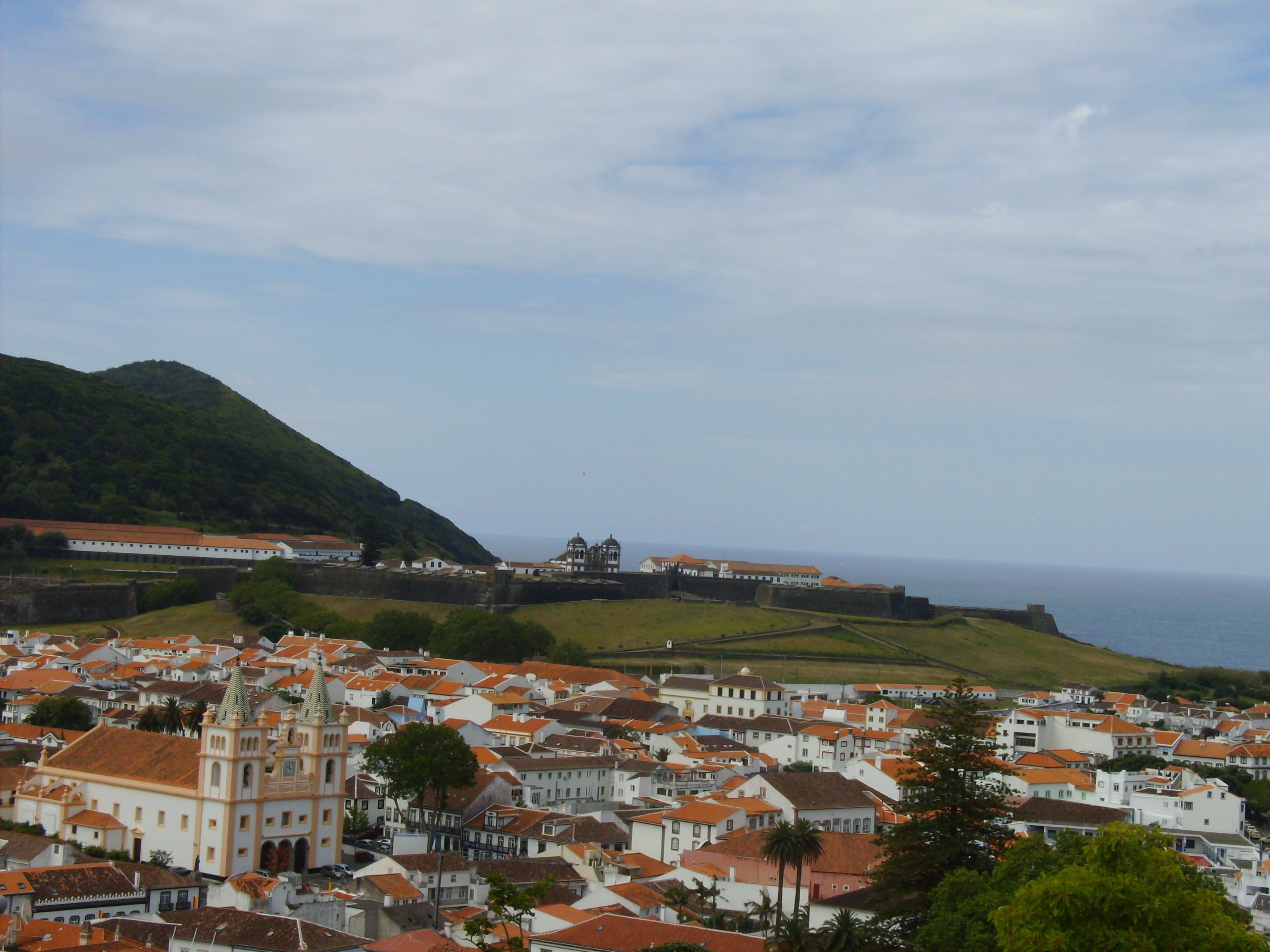
A zona central de Angra do Heroísmo, com a Sé Catedral; em segundo plano, as muralhas da Fortaleza de São João Baptista e a encosta do Monte Brasil.

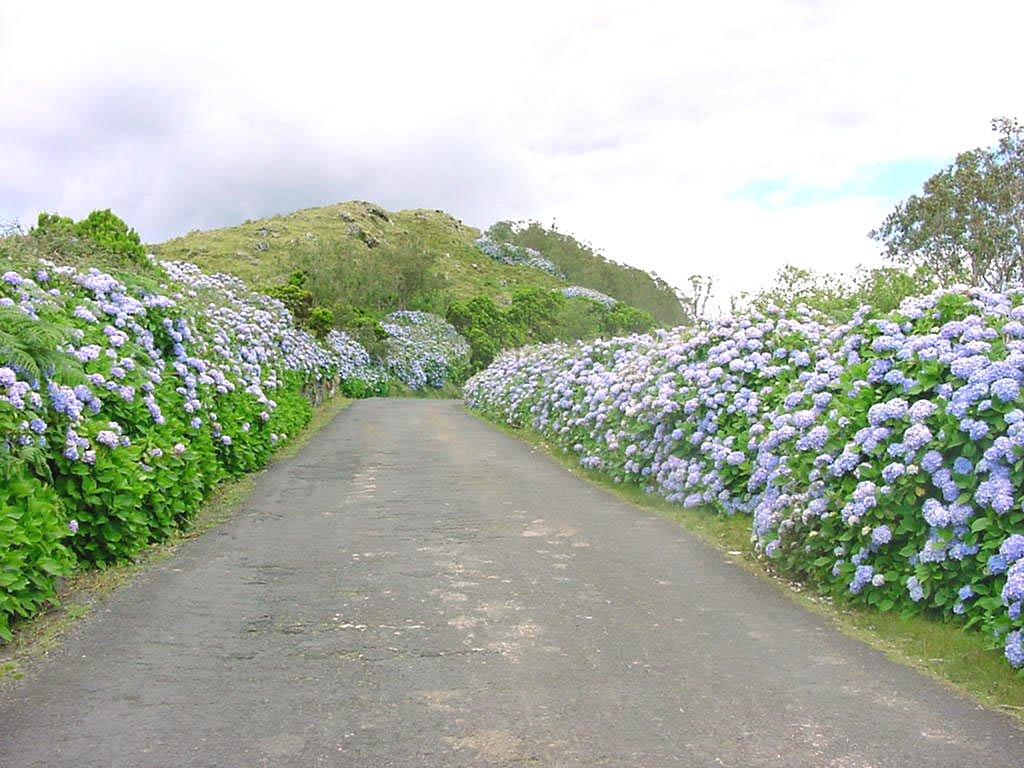
Estrada típica dos Açores: caminhos de hortênsias.

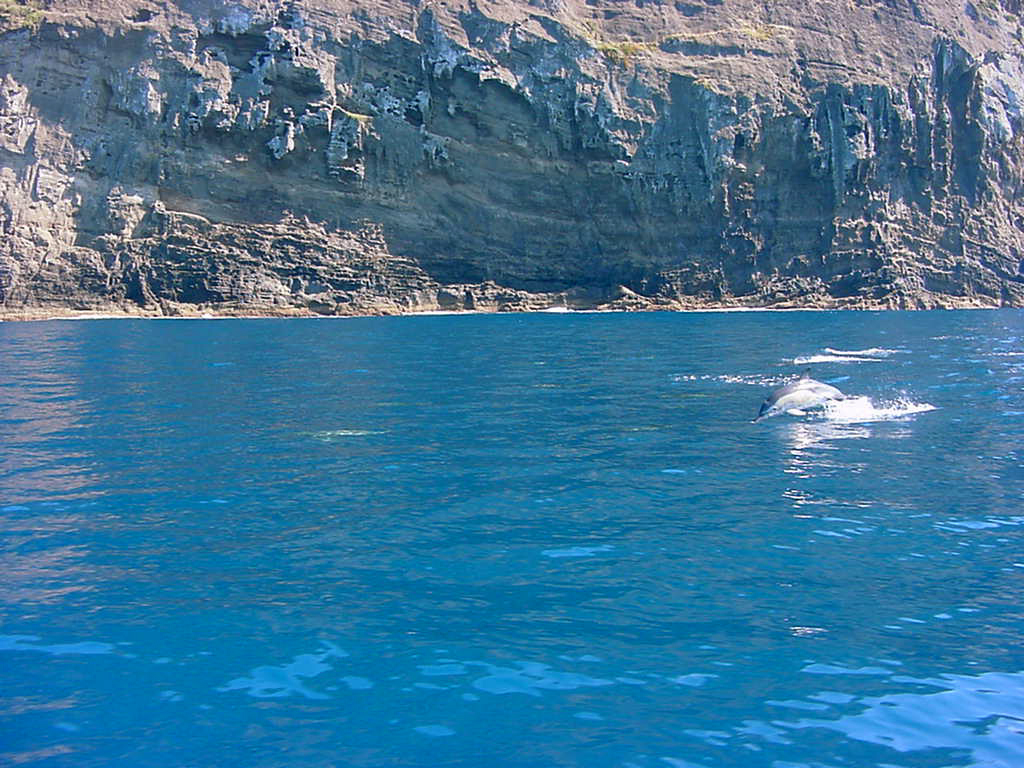
Golfinhos junto ao Monte Brasil.

A ilha é atravessada pelo rifte da Terceira, uma estrutura geológica associada à junção tripla entre as placas tectónicas euroasiática, africana e americana.
A geomorfologia da ilha faz com que ela apresente paisagens muito variadas e de grande beleza, que se repartem entre planícies como a da Achada, e serras como a de Santa Bárbara. Destacam-se ainda alguns acidentes naturais como a Caldeira Guilherme Moniz, uma das maiores da ilha, a chamada Lagoa das Patas ou da Falca, que junto com "Os Viveiros" formam um conjunto harmonioso, e a Chã das Lagoinhas, na reserva geológica do Algar do Carvão. Destaca-se ainda o Complexo desmantelado da Serra do Cume, na zona Este, de cujo topo se descortinam Praia da Vitória e as Lajes. A zona ocidental da ilha está coberta por vegetação exuberante onde pontificam as criptomérias. Na costa norte, pode-se observar a ponta dos "mistérios" e a zona balnear dos Biscoitos, com vestígios de erupções vulcânicas. No interior é de assinalar o Algar do Carvão e as Furnas do Enxofre.
A sua população é de 55 833 habitantes (censo de 2001). Grande parte da população tem o seu rendimento da pecuária e dos serviços.
Existe ainda o Farol da Serreta, e a Serra do Morião ou da Nasce Água, com os seus 632 m de altitude máxima, se encontra voltada para a cidade de Angra do Heroísmo, constitui por si própria uma singularidade. O Pico da Bagacina. Elevando-se do mar, A Mata da Serreta, constitui uma grande reserva florestal que alberga variadíssimas espécies de fauna e flora. A Lagoa do Ginjal, que apesar da sua reduzida dimensões tem plantas únicas e protegidas por lei.
A Lagoa do Negro, que se situa por cima da Gruta do Natal.
O Miradouro do Facho, no concelho da Praia da Vitória oferece uma panorâmica sobre a cidade da Praia da Vitória.
O Monte Brasil, às portas da cidade aloja a Fortaleza de São João Baptista. O Jardim Duque da Terceira, quase um jardim botânico, Possui muitas plantas exóticas trazidas desde o início das aventuras marítimas. Os Ilhéus das Cabras, que oferecem um local de nidificação as diversas espécies marinhas que andam na costa.
Pode afirmar-se ainda que a geomorfologia da Terceira apresenta uma forma bastante arredondada com uma única península bastante prenunciada que é o vulcão do Monte Brasil.
Tem o seu ponto mais elevado na Serra de Santa Bárbara, que se eleva a 1 021 m, e apresenta uma extensa planície que se estende desde a Serra da Ribeirinha, no concelho de Angra do Heroísmo, até à Serra do Cume no concelho da Praia da Vitória.
Segundo a Revista de Estudos Açoreanos, Vol. X, Fasc. 1, página. 49, de Dezembro de 2003, A Geomorfologia da Ilha Terceira é dominada por quatro grandes estratovulcões e por numerosos cones vulcânicos monogenéticos implantados em importantes fracturas. De W para E enumeram-se, sucessivamente, os seguintes aparelhos vulcânicos poligenéticos, truncados por imponentes caldeiras:
A Serra de Santa Bárbara;  o Maciço da Serra do Morião e maciço da Caldeira Guilherme Moniz; o Maciço do Pico Alto e o Complexo desmantelado da Serra do Cume, a Serra da Ribeirinha e a Caldeira dos Cinco Picos.

## Economia
A economia da ilha assenta sobretudo na agropecuária (pecuária de leite) e nas indústrias associadas à transformação de lacticínios. O rebanho é formado essencialmente por animais da raça Holstein-Frísia, o chamado Gado Holandês, embora seja de destacar a raça Ramo Grande, autóctone.
A ilha conta com dois importantes portos, nas suas duas cidades, Angra do Heroísmo e Praia da Vitória. Nesta última situa-se o aeroporto internacional e a Base Aérea das Lajes.

## Festividades
Não se pode falar da Terceira sem falar da festa do Divino Espírito Santo. Este culto está ligado à Rainha Santa Isabel, entroncando nas raízes joaquimitas trazidas para os Açores pelos franciscanos espirituais. Este milagre é recordado todos os anos nas freguesias da Terceira na cerimónia da distribuição de pão e carne (o "bodo") pela população, celebrada junto aos "impérios", construções coloridas erigidas como capelas em honra do Espírito Santo. Este é um ritual que remonta à Idade Média que se repete ao longo dos séculos com um sentimento profundamente religioso.
A outra grande festa e com grandes tradições na ilha é a tourada à corda. Um touro preso com uma corda e controlado por dois grupos de quatro pastores investe contra os populares que se espalham pelas ruas das povoações. Os pastores desempenham um papel crucial na condução da tourada, controlando o percurso do touro, e a sua velocidade, e zelando pela segurança dos participantes.
Do trabalho da equipa de pastores depende, em boa medida, a exibição do animal, já que o grau de restrição imposto pela corda, e as pancadas, ou seja o impulso e tensão dados ritmicamente à corda, determinam a velocidade e percurso do animal. Da condução do touro depende também a segurança dos participantes, pois é a corda que mantém o animal dentro do percurso demarcado e, permite, atrasando o touro, evitar investidas excessivamente perigosas para os improvisados toureiros.
Um outro festival que é grande na Terceira é o Carnaval. Carnaval, ou Entrudo como é chamada na ilha, é celebrada numa moda diferente das outras culturas mundial. As celebrações começam no sábado antes da Quarta-feira de cinzas e quando os salões abrem na ilha inteira e o povo espera para ver actuações.
Essas actuações são na forma de danças e bailinhos que andam ao volta da ilha subir palcos e mostrar o trabalho que o grupo fez. Essas danças são uma forma de mostrar bravura e grandiosidade, em forma de teatro popular. É uma grande maneira de entrar na Quaresma, a ideia por trás do Entrudo. Há muitos tipos das danças e bailinhos, com as ideias dos aqueles que inventam cada grupo. Basicamente, cada dança tem seu vestuário também com sua música, cantigas e uma peça de teatro. O Carnaval da Terceira termina na terça-feira antes da Quaresma. A tradição é tão importante na sociedade Terceirense que emigrantes dessa ilha trouxeram para outros ligais no mundo. (Especificamente a costa leste dos Estados Unidos, Canada e Califórnia).
O Carnaval da Terceira é celebrado entre o sábado e terça-feira que foi descrita acima. Na realidade, planejar o Entrudo leva todo o ano. O vestuário com seus intrincados desenhos e as cantigas e peças escritas para só este dia exigem muito tempo. Também há um tempo antes de Carnaval quando os idosos da ilha fazem suas actuações numa tradição cultural chamada “Danças da terceira idade".

### Antecedentes

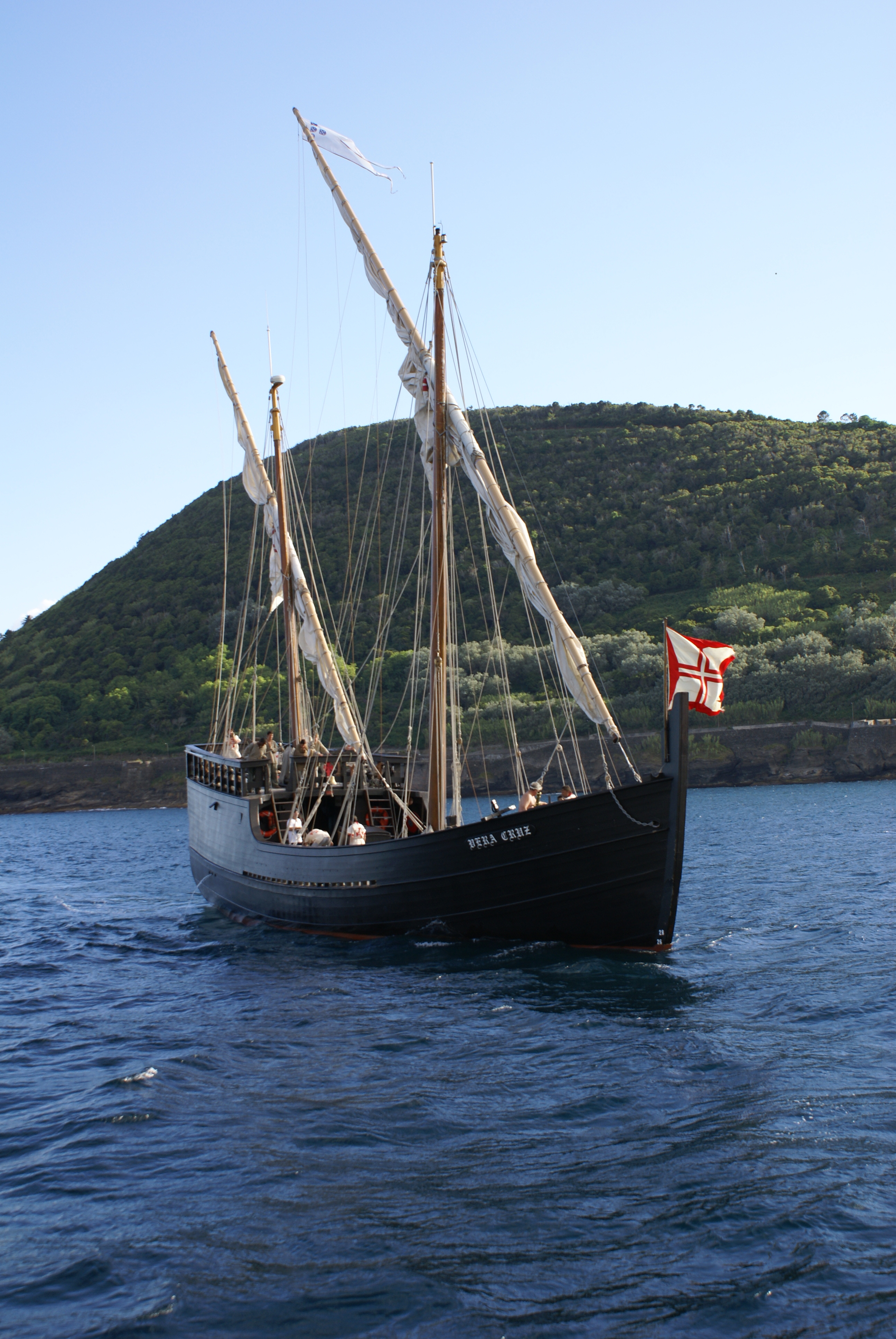
Caravela Vera Cruz a entrar no Porto de Pipas, Angra do Heroísmo.

## História
"A ilha Terceira, universal escala do mar do ponente, é celebrada por todo o mundo, onde reside o coração e governo de todas as ilhas dos Açores, na sua cidade de Angra, cujo porto está em trinta e nove graus da banda do norte." (Gaspar Frutuoso. Livro Sexto das Saudades da Terra).

### A denominação e povoamento da ilha

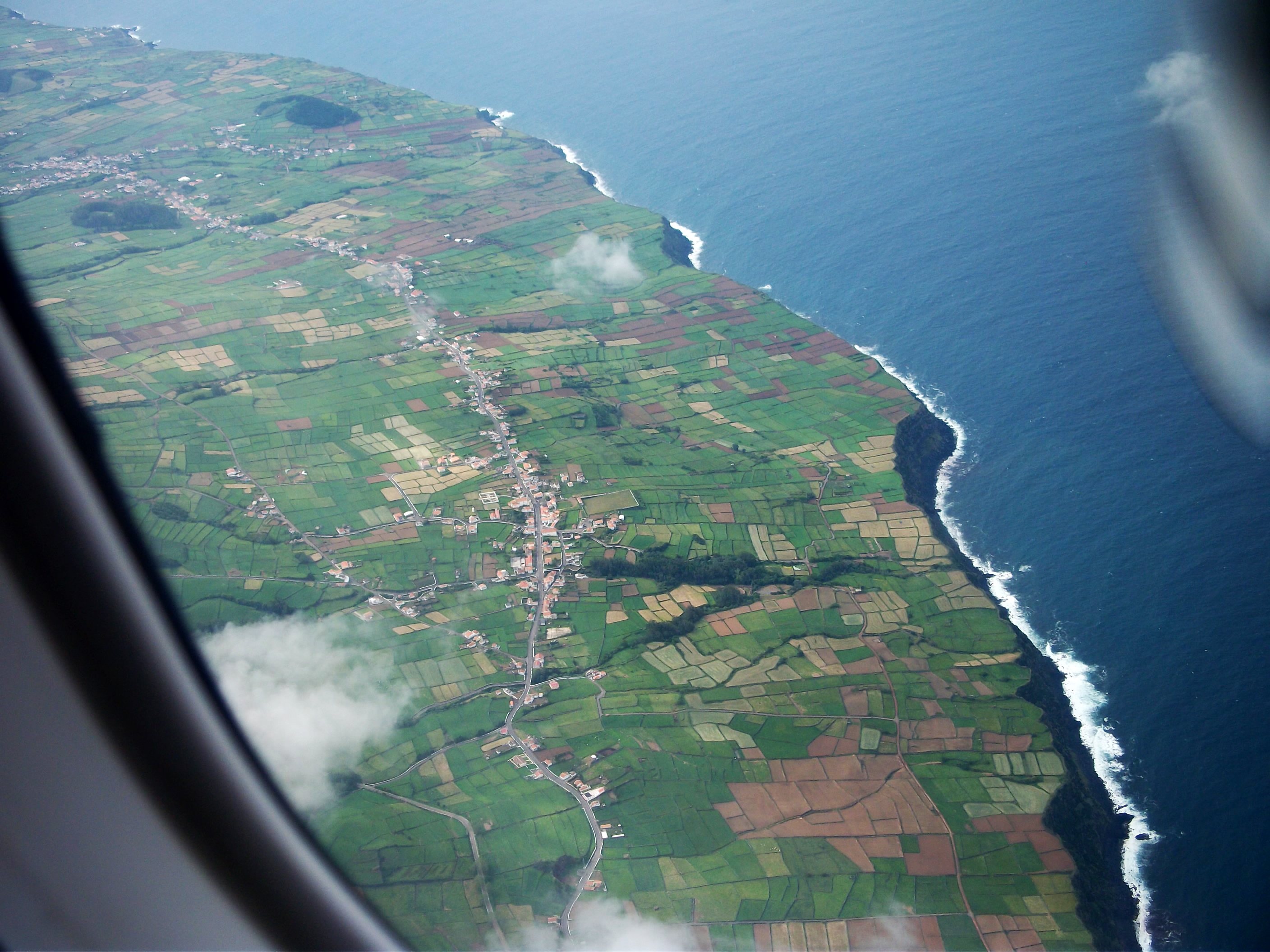
Costa norte da ilha Terceira, vista do ar.

Não há certeza quanto à data de descoberta da Terceira, embora a mesma já figure em portulanos quatrocentistas. Foi inicialmente denominada como Ilha de Jesus Cristo e, posteriormente como Ilha de Jesus Cristo das Terceiras, até se afirmar a designação atual de apenas Terceira. O cronista Gaspar Frutuoso relaciona várias hipóteses para a sua primitiva designação:
- por ter sido achada a 1 de janeiro, dia em que se celebrava[2] a festa do Santo Nome de Jesus;
- por pertencer ao Mestrado da Ordem de Cristo;
- por ter sido descoberta na Quinta ou Sexta-Feira Santas, ou em dia de Corpo de Deus;
- por ser a Sé de Angra da invocação do Salvador.

Dentre estas, acrescenta que lhe parecia mais certo o descobrimento da ilha ter ocorrido em dia do Corpo de Deus, por estar o tempo mais propício à navegação.
A ilha começou a ser povoada a partir da sua doação, por carta do Infante D. Henrique, datada de 21 de Março de 1450, ao flamengo Jácome de Bruges:
"Eu, o Infante D. Henrique (...) faço saber que Jácome de Bruges, natural da Flandres, me disse que (...) estando a ilha Terceira, nos Açores, erma e inabitada, me pedia que lhe desse autorização para a povoar, como senhor das ilhas. E eu, (...) querendo lhe fazer graça e mercê, me apraz conceder-lha. E tenho por bem que ele a povoe da gente que lhe aprouver, desde que seja de fé católica."
Bruges trouxe as suas gentes, muitas famílias portuguesas e algumas espécies de animais, tendo o seu desembarque ocorrido, segundo alguns estudiosos, no Porto Judeu, e, segundo outros, no chamado Pesqueiro dos Meninos, próximo à Ribeira Seca. Gaspar Frutuoso refere, a seu turno:
"(...) Afirmam os povoadores antigos da Ilha Terceira que fora primeiro descoberta pela banda do norte, onde chamam as Quatro Ribeiras, em que agora está a freguesia de Santa Beatriz, que foi a primeira igreja que houve na ilha, mas não curaram os moradores de viver ali por ser a terra muito fragosa e de ruim porto. (...)." (FRUTUOSO, Gaspar. Saudades da Terra (Livro VI). cap. I, p. 8-9)
A primeira povoação terá sido no lugar de Portalegre, erguendo-se um pequeno templo, o primeiro da ilha, sob a invocação de Santa Ana.
Tomadas as primeiras providências para a fixação das gentes, Jácome de Bruges retornou ao reino a pedir mais pessoas para auxiliá-lo no povoamento. Nessa viagem, terá passado pela ilha da Madeira, de onde trouxe Diogo de Teive, a quem foi atribuído o cargo de seu lugar-tenente e Ouvidor-geral da ilha Terceira. Além destes titulares, vieram para a ilha alguns frades franciscanos para o culto religioso, visto que as ilhas pertenciam à Ordem de Cristo.
Poucos anos mais tarde, Jácome de Bruges fixou a sua residência no sítio da Praia, lançando os fundamentos da sua igreja matriz - a Igreja de Santa Cruz - em 1456, de onde passou a administrar a capitania da ilha até à data do seu desaparecimento (1474), em circunstâncias não esclarecidas, acredita-se que durante uma viagem entre a ilha e o continente.
Entre os primeiros povoadores cita-se ainda o nome de outro flamengo, Fernão Dulmo, que recebeu terras nas Quatro Ribeiras, entre o Biscoito Bravo e a ribeira da Agualva, lugar onde, segundo o historiador Francisco Ferreira Drummond "...ali desembarcou com trinta pessoas, cultivou a terra e deu princípio à igreja".
Após a entrega da capitania da Terceira a Jácome de Bruges, o Infante D. Henrique doou a 18 de Setembro 1460 as ilhas Terceira e Graciosa ao Infante D. Fernando, seu sobrinho e filho adotivo, com a condição de que a espiritualidade ficasse com a Ordem de Cristo, mandando que os vigários que estiverem nas ditas ilhas digam para sempre uma missa cada Sábado por sua alma. Falecido este último (1470), assumiu a capitania donatária, durante a menoridade do Infante D. Diogo, a Infanta D. Beatriz, sua mãe. Mediante o desaparecimento de Jácome de Bruges, essa infanta dividirá a ilha em duas capitanias, em 1474:
- a capitania de Angra - entregue a João Vaz Corte Real; e
- a capitania da Praia - entregue a Álvaro Martins Homem (embora este já tivesse iniciado o povoamento no lugar de Angra).

O povoamento das ilhas foi acompanhado, em todo o arquipélago, pela sua exploração económica, que se traduziu em queimadas e arroteamento de baldios, na introdução de culturas como a do trigo (exportado durante o século XV para o reino e praças portuguesas em África) e a da cana-de-açúcar, na indústria do pastel (corante) e na exportação de madeiras para a construção naval. Isso explica por que, nos Açores, o século XVI foi marcado por um enorme desenvolvimento económico e social, que se prolongou até aos finais do século XIX, altura em que se introduziram outras espécies agrícolas, de grande rendimento, como o chá, o tabaco e o ananás.

### A Dinastia Filipina

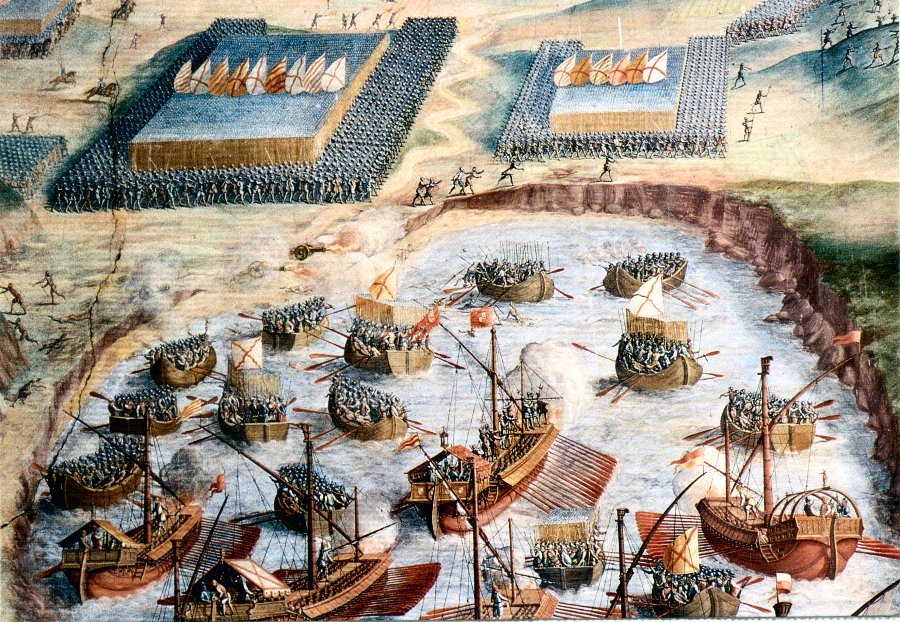
Desembarque das tropas espanholas na Terceira (Julho de 1583).

No contexto da Crise de sucessão de 1580, António de Portugal, Prior do Crato foi aclamado e coroado rei, sendo derrotado pelas forças espanholas sob o comando do duque de Alba na batalha de Alcântara (25 de Agosto de 1580).
Diante da instalação da Dinastia Filipina em Portugal, D. António passou a governar o país a partir da Terceira, nos Açores. Após a vitória na batalha da Salga (25 de Julho de 1581, na Terceira, e da derrota na Batalha Naval de Vila Franca (26 de Julho de 1582), nas águas da ilha de São Miguel, a resistência da Terceira persistiu até ao Verão de 1583. Nesse período, enquanto sede da monarquia portuguesa, a ilha chegou a ter, além da presença do soberano, órgãos como a Casa da Suplicação, as Mesas de Desembargo do Paço e Casa da Moeda.
Após subjugarem a resistência local, na sequência do desembarque da Baía das Mós (26 e 27 de Julho de 1583), os Castelhanos organizaram na Terceira um governo-geral.
Com a aclamação de João IV de Portugal (1640), as ilhas do arquipélago aderiram imediatamente à Restauração da Independência, o que, contudo, foi dificultado pela existência de uma grande resistência castelhana em Angra do Heroísmo, que perdurou até à rendição da Fortaleza de São João Baptista em Março de 1642.

### O século XVIII
A falta de cereais conduz ao motim de Angra, que tem lugar nos dias 29 e 30 de abril de 1757, envolvendo cerca de 400 a 500 pessoas.
Em 1766, a divisão do arquipélago em capitanias foi alterada, passando a existir, a partir de então, uma capitania geral, com sede em Angra do Heroísmo: a Capitania Geral dos Açores.

### A Guerra Civil Portuguesa (1828-1834)
A Revolução liberal do Porto teve repercussões sobretudo na Terceira. No contexto da Guerra Civil Portuguesa (1828-1834), travou-se em 1829, em virtude do golpe de estado absolutista que pôs D. Miguel no poder, uma violenta batalha entre miguelistas e liberais, da qual saíram vitoriosos estes últimos: a batalha da Praia da Vitória (11 de agosto).
Em 1830 formou-se na Terceira um Conselho de Regência e, em 1832, partiu de Belle-Isle, na  costa sul da Bretanha (França), uma expedição militar sob o de D. Pedro (10 de fevereiro), rumo aos Açores, onde chegou a 22 de fevereiro (ilha de São Miguel) estabelecendo-se em Angra (3 de março). Aqui assumiu a Regência e nomeou o seu Ministério, presidido pelo marquês de Palmela, e do qual faziam parte Mouzinho da Silveira, sendo promulgadas muitas reformas importantes. Daqui retornou D. Pedro para São Miguel (25 de abril), na continuação da preparação da expedição que culminou no Desembarque do Mindelo (8 de julho).
Em virtude dessas reformas, ainda em 1832 a Capitania-Geral deu lugar à constituição da Província Açoriana com sede em Angra.

## Cronologia

### Século XV
- 1427 ou 1432 - Início do processo de descoberta do arquipélago por Diogo de Silves (ilhas dos grupos Oriental e Central);
- 1439 - Carta Régia de 2 de Julho concede licença ao Infante D. Henrique para o povoamento das ilhas;
- 1444 a 1449 - Provável descoberta da ilha Terceira, de acordo com Gaspar Frutuoso;
- 1449 - Carta Régia de 10 de Junho confirma a autorização concedida em 1439 ao Infante D. Henrique para o povoamento das ilhas;
- 1450 - Jácome de Bruges, um fidalgo flamengo, é nomeado pelo Infante como capitão do donatário da Terceira (21 de Março);
- 1456 -Chegam à ilha Terceira os primeiros frades franciscanos que logo tratam de edificar uma ermida e em 1470 o Convento de S. Francisco de Angra;
- 1456 - Chegam à ilha Terceira, por intervenção do primeiro Capitão do donatário da ilha, Jácome de Bruges e do Infante D. Henrique, os povoadores D. Álvaro Vaz de Meneses e D. Gonçalo Ximenes Bettencourt, que se estabeleceram respectivamente nos terrenos da Grota do Vale até ao Porto de Pipas e os nos terrenos de Vale de Linhares;[6]
- 1460 - Doação das ilhas Terceira e Graciosa, pelo Infante, a seu sobrinho, D. Fernando. Com a morte deste, durante a menoridade de seu filho, D. Diogo, a viúva, Dna. Beatriz, mãe de Diogo, assume a direção da donataria. A 9 de Fevereiro é assinada a carta régia da referida doação mencionada a cima;
- 1461
  - Por determinação de D. Fernando, chega à Terceira Álvaro Martins Homem, fundador de Angra;
  - Inicio da construção a mando de Álvaro Martins Homem, capitão do donatário na ilha Terceira, da Igreja que com a criação do Bispado de Angra em 1534, passou a ser a Sé Catedral de Angra do Heroísmo com jurisdição eclesiástica sobre todas as ilhas dos Açores;
- 1470 - Inicio das obras do Cais da Alfândega de Angra, por iniciativa de Álvaro Martins Homem, capitão do donatário na ilha Terceira;
- 1470
  - Fundação do Convento de S. Francisco de Angra, A custódia deste convento foi entregue em 1480;
  - 30 de Março, D. Fernando apresenta Frei Gonçalo ao vigário da Ordem de Cristo, indicando-o como cura e capelão da Ilha  Terceira;
- 1474
  - D. D. Beatriz divide a Terceira ao meio originando duas capitanias, pela Ribeira Seca, sita aquém da Ribeira de Frei João que ficou na parte de Angra e a outra até a costa, numa linha que ligava o noroeste ao sudeste da ilha, a da Praia;
  - 17 de Fevereiro, Doação da capitania da Praia, onde fizera assento Jácome de Bruges, a Álvaro Martins Homem que, já se tinha instalado e construído moinhos na parte de Angra;
  - 2 de Abril, Doação da capitania de Angra a João Vaz Corte Real, da Casa do Duque donatário, por serviços prestados;[7]
- 1478
  - A povoação de Angra é elevada à condição de Vila;
- 1478 a 1480 - a povoação da Praia é elevada à condição de Vila;
- 1480
  - Fundação da freguesia dos Altares, concelho de Angra do Heroísmo.
  - Fundação do Mosteiro da Nossa Senhora da Luz, da Praia pela mão de Catarina de Ornelas, filha de Diogo de Teive Ferreira. Foi padroeiro o 2.º capitão da Praia, Antão Martins Homem (encartado a 26.III.1483);
  - Agosto, Angra já era vila, segundo a documentação referida por Frei Diogo das Chagas;
- 1481 Capítulo da Cortes de Évora, onde se estipula que quem levar os seus escravos de serviço, para ilhas, não pagam por eles a dízima quando regressarem ao Reino.
- 1482
  - 20 de Abril, como ouvidor do donatário, e encontrando-se na ilha Terceira, Afonso do Amaral, recebe mandado para entregar o pelouro da justiça ao ouvidor então enviado, Garcia Álvares, que era escudeiro e morador em Beja;
  - 18 de Agosto, Afonso do Amaral como ouvidor, confirma a doação de terras em sesmaria a João Leonardes;
  - 6 de Setembro, Duarte Paim recebe terras para proceder à fundação da Praia e toma medidas de protecção e segurança contra as investidas dos navios de Castela.
- 1483 
  - 13 de Janeiro, aparece pela primeira vez em documentação, (uma escritura de compra e venda), uma referência a Angra como sendo vila.
  - 4 de Maio, É feita a doação da capitania da ilha de São Jorge ao capitão-donatário de Angra, João Vaz Corte Real.
- 1489 - 1 de Junho, João II de Portugal doa as ilhas Terceira e Graciosa a D. Manuel, duque de Beja e de Viseu;
- 1492 - 15 de Março, a irmandade do Espírito Santo funda aquele que foi o primeiro hospital de Angra junto à Igreja da Misericórdia, nos fins da actual Rua de Santo Espírito e das Portas do Mar (ver Ermida de Santo Espírito).
- 1493 - encontra-se concluído o Castelo de São Luís, na vila de Angra;
- 1495 - D. Manuel, por Alvará de 19 de Maio, confirma a João Vaz Corte Real na capitania de Angra e faz-lhe mercê da alcaidaria do Castelo de São Luís (Angra), e da ilha de São Jorge;

### Século XVI
- 1525 - Fundação da Ermida de Santa Catarina, dos Altares,[8] da família Pamplona, edificada em 1525 e em torno da qual cresceu o lugar da Arrochela;
- 1527 - criação da Provedoria das Armadas, com sede em Angra;
- 1530 - Fundação da Ermida de São Mateus dos Altares,[9] erecta por Margarida Valadão, filha de João Valadão, um dos primeiros povoadores da ilha Terceira;
- 1534
  - 21 de Agosto, Carta Régia de João III de Portugal eleva à categoria de cidade a vila de Angra; no mesmo ano, o Papa Paulo III eleva Angra a sede de bispado;
  - Criação do Bispado de Angra, na sede na Sé Catedral de Angra do Heroísmo, com jurisdição eclesiástica sobre todas as ilhas dos Açores;
- 1545 – Bula do Papa Paulo III de autorização para a fundação do primeiro convento de freiras de Angra. O Convento de São Gonçalo em Angra do Heroísmo, fundado por Brás Pires do Canto;[10]
- 1568/1578 – Data indicada como sendo a do início da construção do Forte de São Sebastião a mando do rei D. Sebastião de Portugal, homenagem a quem ficou sob a invocação do santo de mesmo nome;
- 1572 – Elevação a freguesia do povoado de São Bento, embora só em 1583 é que surgirem os primeiros registos paroquiais desta localidade;[6]
- 1572
  - D. Sebastião de Portugal, atendendo a uma exposição da Angra, determinou a construção de dois fortes, um no Porto de Pipas e outro nos Fanais, em detrimento do que lhe havia sido proposto erguer na ponta do Monte Brasil, por "pessoas que tinham muita notícia e experiência das obras de fortificação";[11]
  - Elevação a sede de paróquia da Igreja de São Pedro de Angra;
- 1580 - chegam à Terceira as notícias da aclamação de António I de Portugal e de iminente invasão espanhola; invasão de Portugal: as tropas de D. António são derrotadas na batalha de Alcântara;
- 1581
  - Filipe II de Espanha é aclamado como rei de Portugal nas Cortes de Tomar; a Terceira resiste, dando apoio a D. António; uma armada, sob o comando de D. Pedro de Valdez bloqueia a ilha e intenta um desembarque, a 25 de Julho, na baía da Salga, ferindo-se a batalha da Salga, favorável as armas de D. António; no episódio destacam-se as figuras de Ciprião de Figueiredo e de Brianda Pereira;
  - O Marquês de Santa Cruz derrota a frota militar portuguesa sedeada em Angra que o confronta junto ao ilhéu da Mina, frente à Baía das Contendas;
  - 25 de Julho, Trava-se a Batalha da Salga entre a força de desembarque castelhana e as forças portuguesas, em nome de D. António I de Portugal, durante crise de sucessão de 1580;
- 1582 - 13 de Fevereiro, Ciprião de Figueiredo manda a Filipe II de Espanha a sua famosa carta onde se lê a frase que que passou a ser a divisa dos Açores: Antes morrer livres que em paz sujeitos;
- 1583 - 27 de Julho, uma armada de 27 navios sob o comando de D. Álvaro de Bazán, marquês de Santa Cruz, com tropas capitaneadas pelo Mestre de Campo D. Lopo de Figueroa, logram sucesso no desembarque da Baía das Mós (atual freguesia de São Sebastião), derrotando as forças leais a D. António, apesar da artilharia constante dos  Forte de Santa Catarina das Mós, do  Forte da Greta, do Forte do Bom Jesus e do  Forte do Pesqueiro dos Meninos que cercam a baía;
- 1583 - 28 de Julho, começa o saque de Angra pelos espanhóis;
- 1589 - Os canhões do Forte de São Sebastião, de Angra, sob o governo de Juan de Horbina, impedem, o corsário inglês Sir Francis Drake de atracar em Angra;
- 1591 - O Marquês de Santa Cruz derrota a frota militar portuguesa sedeada em Angra que o confronta junto do ilhéu da Mina;
- 1597 - Tentativa de desembarque na Terceira, impedida pela artilharia do Forte de São Sebastião de uma armada que sob o comando de Robert Devereux, 2º conde de Essex, com cerca de 140 velas, impusera pesado saque à ilha do Faial.

### Século XVII
- 1640 - 1 de Dezembro, restauração da Independência de Portugal, com a aclamação de João IV de Portugal;
- 1641
  - Francisco Ornelas da Câmara, Capitão-mor da Vila da Praia, é encarregado por D. João IV de aclamá-lo na Terceira, reduzindo à obediência o Castelo de São Filipe no Monte Brasil; em cumprimento às instruções recebidas, Ornelas promove a aclamação na Praia (24 de Março) e logo após, em Angra;
  - 26 de Março, eclode a rebelião popular dos Minhas Terras;
  - 27 de Março, início do cerco ao Castelo de São Filipe; Angra é ocupada militarmente pelo seu Capitão-mor, João Bettencourt de Vasconcelos, que pede auxílio militar ao Capitão-mor da Praia, Francisco Ornelas da Câmara;
  - 28 de Março, Manuel Jaques, com uma companhia da freguesia da Ribeirinha que incluía mulheres, conquista o Forte de São Sebastião, de onde os espanhóis Fogem por mar para a Fortaleza de São João Baptista;
  - 31 de Março, domingo de Páscoa, D. João IV foi aclamado rei em Angra, sob o fogo cerrado das baterias espanholas, foi um dos acontecimentos mais “impressionantes” da Restauração segundo o Historiador José Manjardino: "a aclamação fez-se num ambiente dramático que já aqui em tempos se apontou como a mais espectacular e genuína restauração da independência havida em terras de Portugal. Uma procissão cívica percorria as ruas até à Praça, convergindo para a Sé, onde se cantou um Te Deum, tudo ao ritmo e sob a fumarada da artilharia castelhana que, do castelo de São Filipe, disparava sem cessar sobre a cidade.";
  - 20 de Junho, D. Luís Peres de Viveiros, com os trezentos soldados que trazia para socorrer a guarnição espanhola cercada em São Filipe, rende-se a Francisco de Ornelas junto aos ilhéus da Mina;
- 1642
  - 4 de Março, rendição das tropas espanholas. O Governador do Castelo de São Filipe, D. Álvaro de Viveiros entrega-se aos portugueses; (tendo-se a noticia espalhado a partir do largo da entrada para o Parque Municipal do Relvão e do Poço do azeite, largo que passou a chamar-se Largo da Boa Nova) o governo interino da praça fica a cargo do Capitão-mor de Angra, a quem são entregues as suas chaves; o Capitão-mor da Praia seguiu para Lisboa com a notícia da rendição da praça;
  - Por Alvará de 2 de Abril, D. João IV concede à cidade de Angra o título de "Mui nobre e leal", pela sua bravura durante a Guerra da Restauração;[12]

### Século XVIII
- 1708 - O Forte de São Sebastião com o apoio da artilharia do Forte de São Filipe do Monte Brasil, impediu a armada de René Duguay-Trouin, de atacar Angra do Heroísmo, como atacou as Velas, na Ilha de São Jorge;
- 1733 - 10 de janeiro, Morre D. Manuel Álvares da Costa o 19.º bispo da Diocese de Angra, onde exerceu entre 1721 e 1733;
- 1755 - 1 de Novembro, a zona oriental da ilha e a baixa de Angra foram invadidas pelas águas de um tsunami provocado pelo Terramoto de Lisboa e que, no seu refluxo levaram as muralhas do cais alterando definitivamente a face marítima da cidade;
- 1764 - 11 de setembro, Fundação da Irmandade dos Escravos de Nossa Senhora na freguesia da Serreta com o fim das hostilidades da Guerra Fantástica sem que a ilha sofresse qualquer arremetida, os subscritores do voto de 1762 reuniram-se novamente na Igreja das Doze Ribeiras e em acto solene criaram a nova irmandade;
- 1766 - 2 de Agosto, Angra passa a ser a sede da Capitania Geral dos Açores;
- 1772 - 13 de setembro, É feito o voto para a construção Igreja de Nossa Senhora dos Milagres (Serreta) templo cujas obras só se iniciaram em 1819, por iniciativa do general Francisco António de Araújo, então nomeado capitão-general dos Açores.

### Século XIX
- 1821 - 1 de Abril, Francisco António de Araújo encabeça uma primeira revolta constitucionalista, feita abortar pela força das armas pelo capitão-general Francisco de Borja Garção Stockler.
- 1828 a 1829 - no contexto da Guerra Civil Portuguesa (1828-1834), a Terceira é sede da Junta Provisória do Reino;
- 1828
  - 22 de Junho, começa em Angra a sublevação liberal que, partindo desta cidade e quatro anos volvidos, triunfaria no país inteiro”;
  - 1 de Outubro, Motim dos Altares, travado entre os apoiantes de D. Miguel I de Portugal e João Moniz Corte Real, o líder dos absolutistas, que recebeu pelo Porto dos Biscoitos armamento proveniente da ilha do Faial;
  - 4 de Outubro, Combate do Pico do Seleiro, ocorrido no contexto da Guerra Civil Portuguesa (1828-1834), entre forças liberais e absolutistas;[13]
  - 4 de outubro, Instalação de um governo provisório na ilha Terceira com a finalidade de zelar pela manutenção dos direitos de D. Pedro IV na região;
  - 5 de outubro, Revolta antiliberal em Angra do Heroísmo, ilha Terceira;
  - 5 de outubro, Nomeação da Junta Provisória do governo da ilha Terceira, com sede em Angra, fiel ao rei D. Pedro IV;
  - 26 de outubro, Aclamação do rei D. Miguel na ilha Terceira;
  - 28 de outubro, Decreto da Junta Provisória declarando ser a ilha Terceira o único local onde se sustentam os direitos de D. Pedro IV;
  - 28 de outubro, Constituição da Província dos Açores com capital em Angra do Heroísmo, ilha Terceira;
  - 28 de outubro, Decreto determinando que Angra do Heroísmo, ilha Terceira, seja a sede do governo constitucional;
- 1829 - 11 de Agosto, Batalha da Praia da Vitória, com a derrota dos Miguelistas, assegura o liberalismo na Terceira;
- 1830
  - Instalação da Regência - governo provisório Liberal - em Angra;
  - Por força do Decreto de 15 de Março - Angra é nomeada capital do Reino de Portugal;
  - 19 de Outubro, é içado pela primeira vez em território português o pavilhão Constitucional na Fortaleza do Monte Brasil;
- 1832 - 6 de Abril, parte da Terceira com passagem pela ilha de São Miguel os Voluntários da Rainha junto com o Batalhão de Caçadores n.º 2. "Exército Libertador", que entrará para a História de Portugal como "Os Bravos do Mindelo";
- 1832 - 4 de Junho, A Capitania Geral dos Açores é extinta pelo Decreto n.º 28;[14]
- 1837
  - Por Carta Régia, pelos serviços prestados durante a Guerra Civil, a cidade de Angra acrescenta aos seus títulos o de "Heroísmo" e de "Sempre Constante", tornando-se a "Mui Nobre, Leal e Sempre Constante Cidade de Angra do Heroísmo"; a sua Câmara Municipal é condecorada com a Grã-Cruz da Ordem Militar da Torre e Espada, Valor, Lealdade e Mérito, recebendo um novo brasão de armas;
  - 12 de Janeiro, Por Carta Régia é concedida à Vila da Praia o título de "Muito Notável e de Vitória", tornando-se "Muito Notável Vila da Praia da Vitória";
- 1849 - 10 de setembro (segunda-feira), Inicio das peregrinações à freguesia da Serreta, ao Santuário de Nossa Senhora dos Milagres da Serreta;
- 1867 - Na noite de 1 para 2 de Junho, após muitas semanas de intensa sismicidade, aconteceu um tremor de terra que provocou grandes danos na freguesia da Serreta e nas vizinhas freguesias do Raminho e Altares, iniciou-se uma erupção submarina a cerca de 9 milhas náuticas da Ponta da Serreta com origem no Vulcão da Serreta;
- 1879 - Elevação a freguesia do povoado das Cinco Ribeiras, concelho de Angra do Heroísmo;
- 1881 - O Forte das Cinco Ribeiras é dado como abandonado na relação do Tombos dos Fortes da Ilha Terceira;
- 1891 - 22 de julho, Desde as 9 horas da noite do dia 22 até as 3 e maia da manhã do dia 23 de julho devido a fortes chuvas ocorridas durante a noite acompanhadas por relâmpagos e trovões a Ribeira de São Luís, veio com uma enxurrada que causaram mortes e estragos, particularmente no Largo de São Bento;[15][16]
- 1896 - 27 de Junho, Ngungunhane, último imperador de Gaza, actual Moçambique, e último monarca da dinastia Jamine, chega à ilha Terceira, Açores, onde permanece como prisioneiro.

### Século XX
- 1901 - Visita de Carlos I de Portugal e sua esposa, Amélia de Orleães, aos Açores;
- 1903 - Construção da Ermida de Nossa Senhora de Lurdes, junto ao Porto das Cinco Ribeiras;[17]
- 1906
  - 23 de Dezembro, Ngungunhane, último imperador Gaza, actual Moçambique, e último monarca da dinastia Jamine, morre, de doença cardíaca, no Hospital Militar da Boa Nova, em Angra do Heroísmo;
  - Elevação da Feteira a freguesia;
- 1943
  - No contexto da Segunda Guerra Mundial são construídas uma base área britânica e outra estadunidense na Terceira, respectivamente no Aeródromo da Achada e nas Lajes;
  - Na época da Segunda Guerra Mundial, a partir de 1943 as dependências do Forte de São Sebastião foram ocupadas por tropas britânicas. No pós-guerra, o ministro Santos Costa veio à Terceira diversas vezes, durante as negociações com os Estados Unidos acerca da permanência destes nos Açores. Ministro da Guerra, depois da Defesa, Santos Costa sensibilizou-se com o abandono da antiga fortificação, vindo a promover uma reparação geral das suas antigas muralhas;
- 1950 - 27 de dezembro, A freguesia da Serreta é afectada por um sismo que provocou danos nas habitações da freguesia e o surgimento de duas novas fontes de água doce no lugar da Fajã;
- 1965 - Nesta data o Forte das Cinco Ribeiras é devolvido ao Ministério das Finanças depois de em 1941 ter sido guarnecido militarmente durante a Segunda Guerra Mundial. Actualmente (2010) e depois de 357 anos de história encontra-se votado ao abandono em perigo de ruína total;
- 1967 - 24 de janeiro, O Forte de São Sebastião é classificado como Imóvel de Interesse Público pelo Decreto nº 47 508;
- 1971 - Dezembro, Cimeira entre Marcelo Caetano, por parte de Portugal, entre Georges Pompidou, por parte da França e Richard Nixon por parte dos Estados Unidos, é realizada na ilha Terceira na Estalagem da Serreta;
- 1976 - Toma posse o primeiro governo da Região Autónoma dos Açores;
- 1980 - 1 de Janeiro, grande terramoto abala a ilha;
- 1981 - 20 de Junho, Elevação da Vila da Praia da Vitória a cidade.
- 1983 - A cidade de Angra do Heroísmo é classificada como Património da Humanidade pela UNESCO.
- 1991 - 11 de maio - Visita do Papa João Paulo II aos Açores com deslocação à Sede do Bispado, a Sé Catedral de Angra do Heroísmo em Angra do Heroísmo.

### Século XXI
- 2006 - 6 de maio, A Igreja de Nossa Senhora dos Milagres por decisão do bispo de Angra, D. António de Sousa Braga, recebe o estatuto canónico de Santuário passando a denominar-se Santuário Diocesano de Nossa Senhora dos Milagres.[18]

## Relação de embarcações naufragadas na Baía de Angra

### Século XVI
1. 1542 - Naufrágio da nau cognominada Grifo, capitaneada por Baltazar Jorge.[19]
2. 1555 - Naufrágio da nau Assumpção, comandada por Jácome de Melo.[20]
3. 1555 - Naufrágio da nau alcunhada de Algarvia Velha, acabada de chegar das Índias.[21]
4. 1556 - 6 de Agosto, Naufrágio da nau Nossa Senhora da Vitória, da Carreira das Índias.[22]
5. 1556 - 6 de Agosto, Naufrágio da nau Nossa Senhora da Assunção, Carreira das Índias.[22]
6. 1560 - Naufrágio de uma nau espanhola, da qual não se sabe o nome.[23]
7. 1583 - 21 de Outubro, Naufrágio de 1.º patacho de um total de três embarcações naufragadas no mesmo dia. Embarcação confiscada pelos Espanhóis à Armada do Prior do Crato.
8. 1583 - 21 de Outubro, Naufrágio de 2.º patacho. Embarcação também da Armada do Prior do Crato e confiscada pelos espanhóis.
9. 1583 - 21 de Outubro, Naufrágio de 3.º patacho. Embarcação igualmente da Armada do Prior do Crato e confiscada pelos espanhóis. Estes três barcos foram atiradas para a costa pelo famoso vento Carpinteiro.
10. 1586 - 17 de Setembro, Naufrágio da nau Santa Maria, de nacionalidade espanhola e  provinda de São Domingo. Devido ao nau tempo.
11. 1586 - 18 de Setembro, Naufrágio de 1.ª nau de um total de três naufragadas no mesmo dia, era de nacionalidade espanhola (capitania) de 30 canhões de bronze. Devido ao mau tempo.
12. 1586 - 18 de Setembro, Naufrágio da 2.ª nau de nacionalidade espanhola (Nuestra Señora de la Concepción), de que se recuperou parte da carga.
13. 1586 - 18 de Setembro, Naufrágio da 3.ª nau de nacionalidade espanhola.[24]
14. 1587 - Naufrágio de um galeão português (Santiago) capitaneado por Francisco Lobato Faria e provindo de Malaca. Perdeu a amarra, salvando-se a gente e a fazenda.[25]
15. 1587 - Naufrágio de ma nau espanhola que provinha do Novo Mundo. Foi salva a carga de ouro e prata num valor que na altura somou um total de 56 000 escudos.
16. 1588 - Agosto, Naufrágio da nau portuguesa São Tiago Maior, da Armada de 1586.
17. 1589 - 4 de Agosto, Naufrágio, dentro de fortalezas, o galeão São Giraldo de nacionalidade portuguesa e  provindo de Malaca. Com este acontecimento, inicia-se o período Linschoten.[26]
18. 1589 - 20 de Outubro, Afundamento da nau espanhola Nuestra Señora de Guia, posta a pique por corsários, com 200 000 ducados em ouro, prata e pérolas a bordo.[27]
19. 1589 - Naufrágio à entrada de Angra da nau espanhola Trinidad, vinda do México, o acontecimento descrito por.[27][28]
20. 1590 - Janeiro, Naufrágio de uma nau espanhola.
21. 1590 - Janeiro, Naufrágio de uma nau espanhola da Armada da Biscaia.
22. 1590 - Janeiro, Naufrágio de uma nau espanhola nos rochedos à entrada da Baía de Angra.

### Século XVII
1. 1606 - Naufrágio da nau São Jacinto, embarcação da Carreira da Índia e provinda de Goa.
2. 1642 - Afundamento da embarcação comercial carregada de mantimentos que foi “apanhada” pelos espanhóis sitiados na Fortaleza de São Filipe durante a Guerra da Restauração. Foi afundada pela acção conjunto do mau tempo e pelo bombardeamento da artilharia portuguesa para evitar que os espanhóis adquirissem os mantimentos.
3. 1649 - 12 de Fevereiro, Naufrágio de 1.º navio (de um total de 4) proveniente do Brasil.
4. 1649 - 12 de Fevereiro, Naufrágio de 2.º navio proveniente do Brasil.
5. 1649 - 12 de Fevereiro, Naufrágio 3.º navio proveniente do Brasil.
6. 1649 - 12 de Fevereiro, Naufrágio 4.º navio proveniente do Brasil. Tendo em atenção a data. Foi certamente pela acção do mau tempo. São os 4 referidos por.[29]
7. 1650 - Naufrágio da nau Santo António, vinda de São Cristóvão, salvando-se a mercadoria.
8. 1653 – Construção do Forte das Cinco Ribeiras, também denominado Forte de Santa Bárbara, Forte de Nossa Senhora do Pilar ou Forte de São Bartolomeu, por iniciativa da Câmara Municipal de Angra do Heroísmo, como precaução contra um ataque de piratas que, na altura, ameaçaram os mares dos Açores com uma esquadra de 40 a 50 navios.
9. 1663 - 1.º Naufrágio de 1 navio de uma frota de 11 que provinha do Brasil, foi o maior desastre de que há registo ocorrido na Baía de Angra, por acção duma tempestade. Fora o que deu à costa, a carga perdeu-se.
10. 1663 - 2.º Naufrágio de 1 navio de uma frota de 11 que provinha do Brasil.
11. 1663 - 3.º Naufrágio de 1 navio de uma frota de 11 que provinha do Brasil.
12. 1663 - 4.º Naufrágio de 1 navio de uma frota de 11 que provinha do Brasil.
13. 1663 - 5.º Naufrágio de 1 navio de uma frota de 11 que provinha do Brasil.
14. 1663 - 6.º Naufrágio de 1 navio de uma frota de 11 que provinha do Brasil.
15. 1663 - 7.º Naufrágio de 1 navio de uma frota de 11 que provinha do Brasil.
16. 1663 - 8.º Naufrágio de 1 navio de uma frota de 11 que provinha do Brasil.
17. 1663 - 9.º Naufrágio de 1 navio de uma frota de 11 que provinha do Brasil
18. 1663 - 10.º Naufrágio de 1 navio de uma frota de 11 que provinha do Brasil.
19. 1663 - 11.º Naufrágio de 1 navio de uma frota de 11 que provinha do Brasil. Este acontecimento provoca a interdição real da arribada em Angra.
20. 1674 - Naufrágio de uma embarcação de origem holandesa, de 50 canhões.
21. 1690 - 26 de Março, Naufrágio sobre a amarra de uma nau destinada a Cabo Verde, carregada com sinos e cal destinados à construção de uma igreja.
22. 1697 - 1.º naufrágio de uma frota de 4 navios carregados de trigo.
23. 1697 - 2.º naufrágio de uma frota de 4 navios carregados de trigo.
24. 1697 - 3.º naufrágio de uma frota de 4 navios carregados de trigo.
25. 1697 - 4.º naufrágio de uma frota de 4 navios carregados de trigo.
26. 1698 - Junho, último naufrágio documentado no século XVII, o do navio francês St. François, este acontecimento deu origem ao início do “século dos naufrágios franceses”.

### Século XVIII
1. 1721 - Dezembro, um navio francês, o Le Elisabeth, naufraga na Baía de Angra. houve náufragos que foram sepultados nos cemitérios da cidade.
2. 1750 - Naufrágio da fragata francesa Andromade, provinda de São Domingo.

### Século XIX
1. 1811 - 10 de Março, naufrágio por força de uma tempestade de uma escuna inglesa, a Louise na Prainha.
2. 1811 - 4 de Dezembro, 1.º naufrágio de uma frota de 7 navios, açoitados pelo temporal.
3. 1811 - 4 de Dezembro, 2.º naufrágio de uma frota de 7 navios, açoitados pelo temporal.
4. 1811 - 4 de Dezembro, 3.º naufrágio de uma frota de 7 navios, açoitados pelo temporal.
5. 1811 - 4 de Dezembro, 4.º naufrágio de uma frota de 7 navios, açoitados pelo temporal.
6. 1811 - 4 de Dezembro, 5.º naufrágio de uma frota de 7 navios, açoitados pelo temporal.
7. 1811 - 4 de Dezembro, 6.º naufrágio de uma frota de 7 navios, açoitados pelo temporal.
8. 1811 - 4 de Dezembro, 7.º naufrágio de uma frota de 7 navios, açoitados pelo temporal.[31]
9. 1815 - 10 de Março, por força de uma tempestade encalha uma escuna inglesa, a Belle of Plymouth, no areal do Porto Novo.
10. 1856 - 1 de Março, naufrágio de uma galé inglesa (Europe), que encalha na Prainha.
11. 1858 - 19 de Janeiro, por acção de uma tempestade naufraga a escuna portuguesa denominada Palmira.
12. 1858 - 19 de Janeiro, por acção de uma tempestade naufraga o patacho português (Desengano).
13. 1858 - 23 de Janeiro, por acção de uma tempestade naufraga a escuna inglesa Daring.
14. 1861 - Entre 25 e 26 de Janeiro, por acção de uma tempestade naufraga a escuna Gipsy, destinada à carga da laranja que encalhada na Prainha.
15. 1861 - Entre 25 e 26 de Janeiro, por acção de uma tempestade naufraga o patacho Micaelense, destinado à carga da laranja, barco com de 111 toneladas.
16. 1861 - Entre 25 e 26 de Janeiro, por acção de uma tempestade naufraga o patacho Adolin Sprague, destinado à carga da laranja, com 211 toneladas.
17. 1861 - Entre 25 e 26 de Janeiro, por acção de uma tempestade naufraga, a escuna inglesa Wave Queene, destinado à carga da laranja, com 75 toneladas.
18. 1861 - Entre 25 e 26 de Janeiro, por acção de uma tempestade naufraga o lugre Destro Açoriano, destinado à carga da laranja, com 224 toneladas.
19. 1863 - 18 de Fevereiro, naufrágio da escuna Breeze.
20. 1864 - Naufrágio da escuna inglesa Gurden Rebow.
21. 1864 - 12 de Outubro, naufrágio do brigue Washington.
22. 1865 - Naufrágio do primeiro navio a vapor nesta baía, o inglês Runher.
23. 1867 - 11 de Fevereiro, naufrágio da galé inglesa Ferozepore.
24. 1872 - 4 de Agosto), naufraga na Baía de angra o primeiro navio de origem alemã, o patacho Telegraph.
25. 1878 - 16 de Fevereiro, o vapor Lidador de nacionalidade brasileira, encalha no cais da Figueirinha.
26. 1893 - Devido a um ciclone, naufraga a embarcação Segredo dos Açores.
27. 1896 - 13 de Outubro, sob a força do “vento Carpinteiro”, naufraga o patacho Fernão de Magalhães, de 180 toneladas.
28. 1896 - 13 de Outubro, sob a força do “vento Carpinteiro”, naufraga o Lugre (navio) lugre Príncipe da Beira, de 275 toneladas.
29. 1896 - 13 de Outubro, sob a força do “vento Carpinteiro”, naufraga o lugre Costa Pereira, de 196 toneladas.

### Século XX
1. 1921 - 28 de Abril, naufraga o lugre Maria Manuela, na ponta do Castelinho.
2. 1996 - na noite de 25 para 26 de Dezembro, encalhe da embarcação Fernão de Magalhães, destinada a cabotagem inter-ilhas e destas com o continente português pela acção do temporal.[32]

## Lendas e mitos
- Lenda de Angra do Heroísmo - lenda explicativa da baía de Angra do Heroísmo
- Lenda da Lagoa do Ginjal - lenda acerca dos mistérios da lagoa
- Lenda da Lagoa do Negro - Esta é uma lenda que procura explicar a origem da Lagoa do Negro, situada na ilha da terceira. Reza a lenda que, há séculos, existia uma família nobre na Terceira, com escravos negros. A única filha do patriarca era submissa e receava o pai, e aceitou sem questionar um casamento imposto. Neste arranjo, a moça acabou por se apaixonar por um escravo, que também a amava. Certo dia, uma aia que seguia a seguia para todo o lado, escutou os apaixonados a falar do seu amor, e foi contar ao seu amo. Este, enraivecido, ordenou a prisão do escravo. O escravo ouviu cães de caça e cavalos atrás de si à sua procura e fugiu a correr desesperadamente até cair de exaustão e desespero. A lenda diz que o escravo começou a chorar compulsivamente com tanta tristeza, que as suas lágrimas fizeram nascer uma lagoa à sua frente.  Assustado e encurralado face à perseguição, correu colina acima e atirou-se para uma lagoa onde morreu afogado.
- Lenda do menino do coro e da sineira da Sé - tradição religiosa oral
- Lenda do pezinho de nossa Senhora - tradição religiosa
- Lista de lendas dos Açores

## Galeria

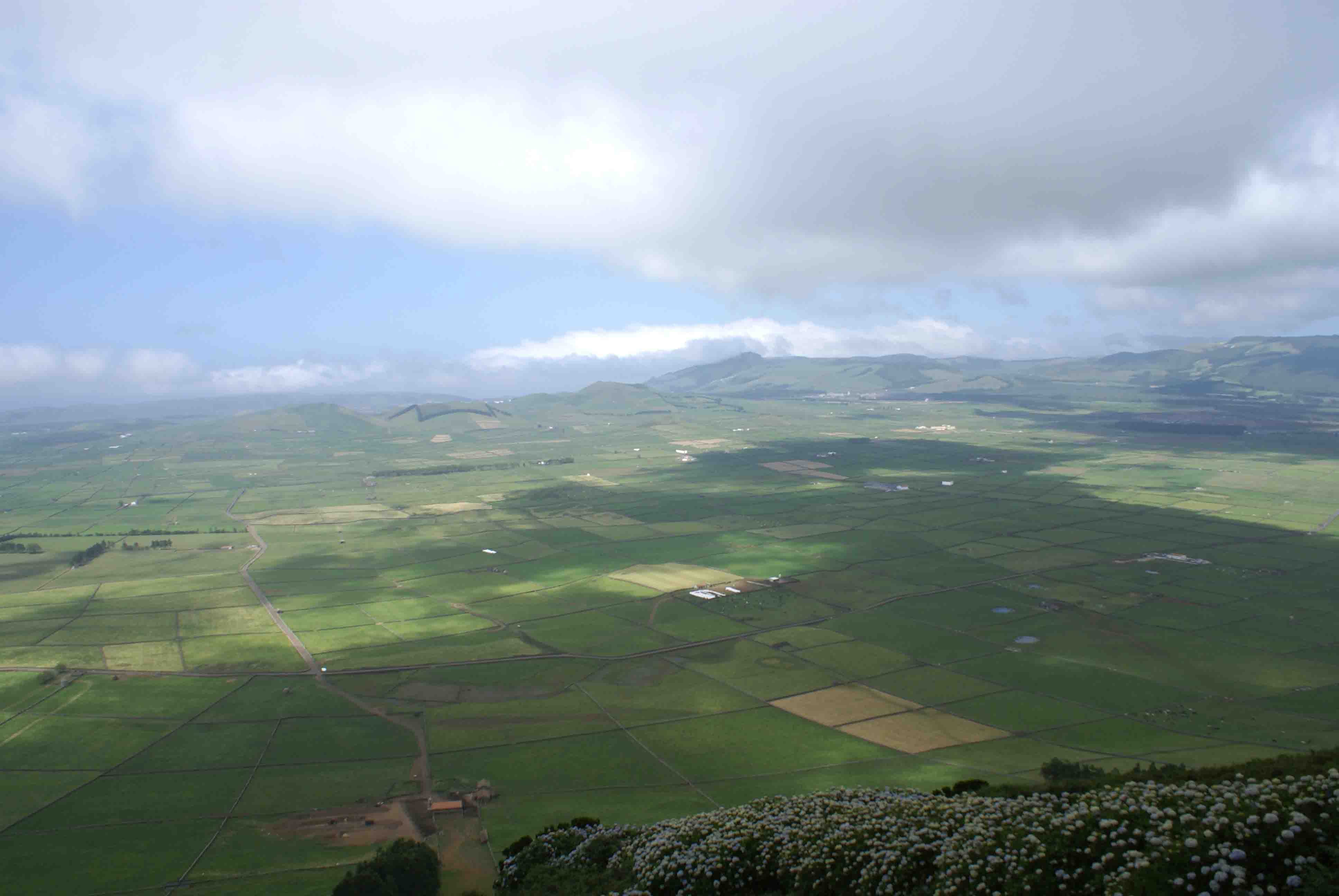
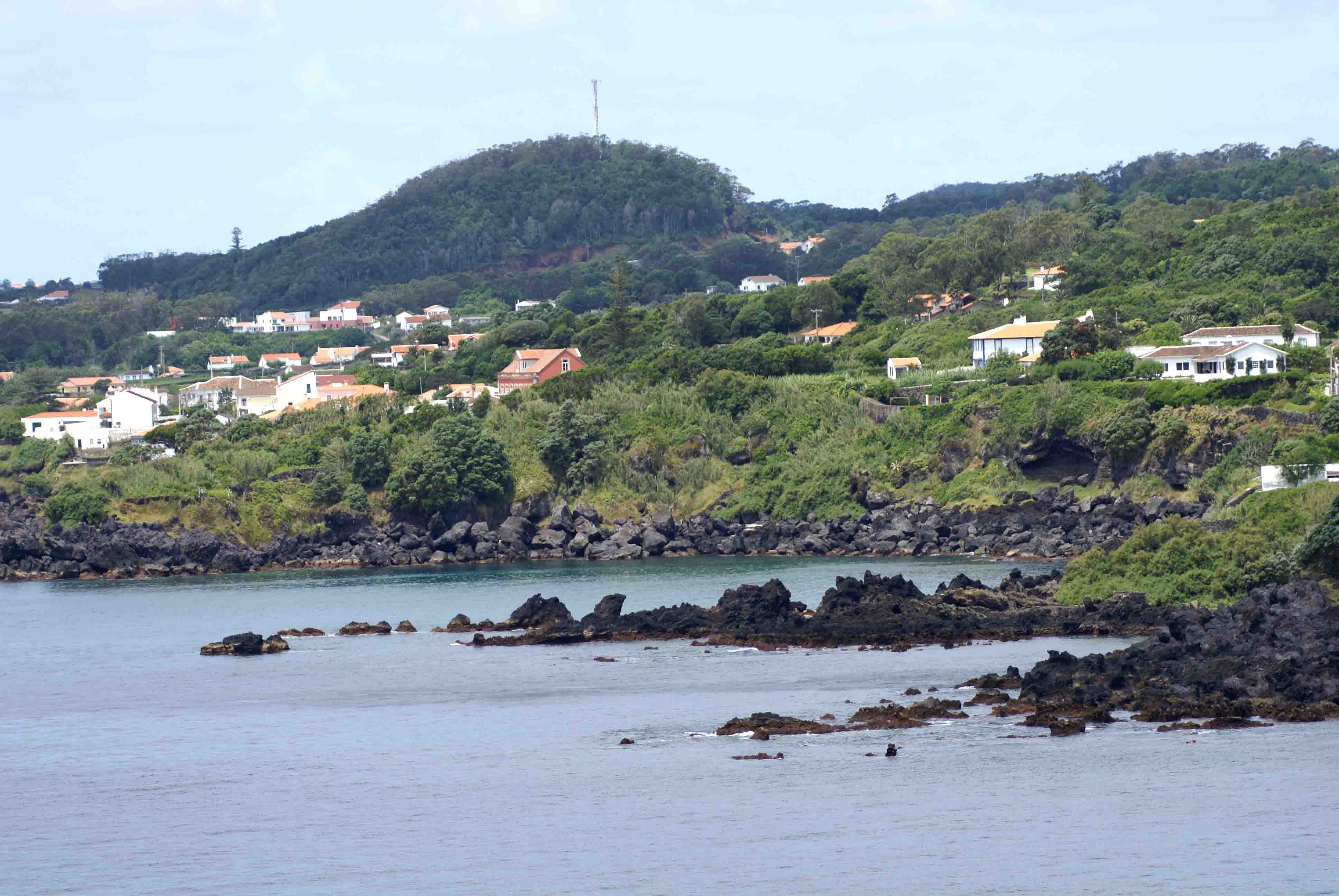
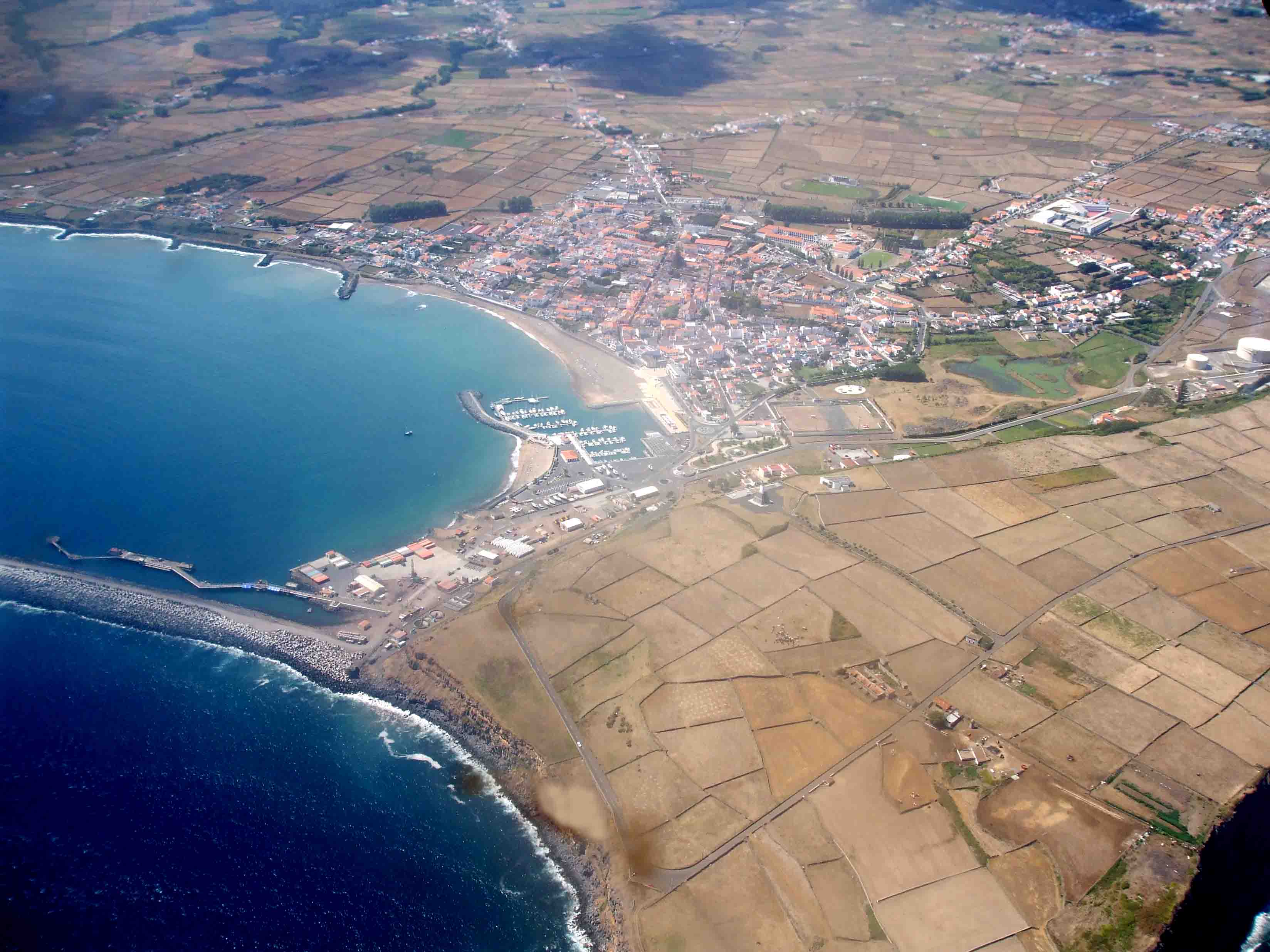
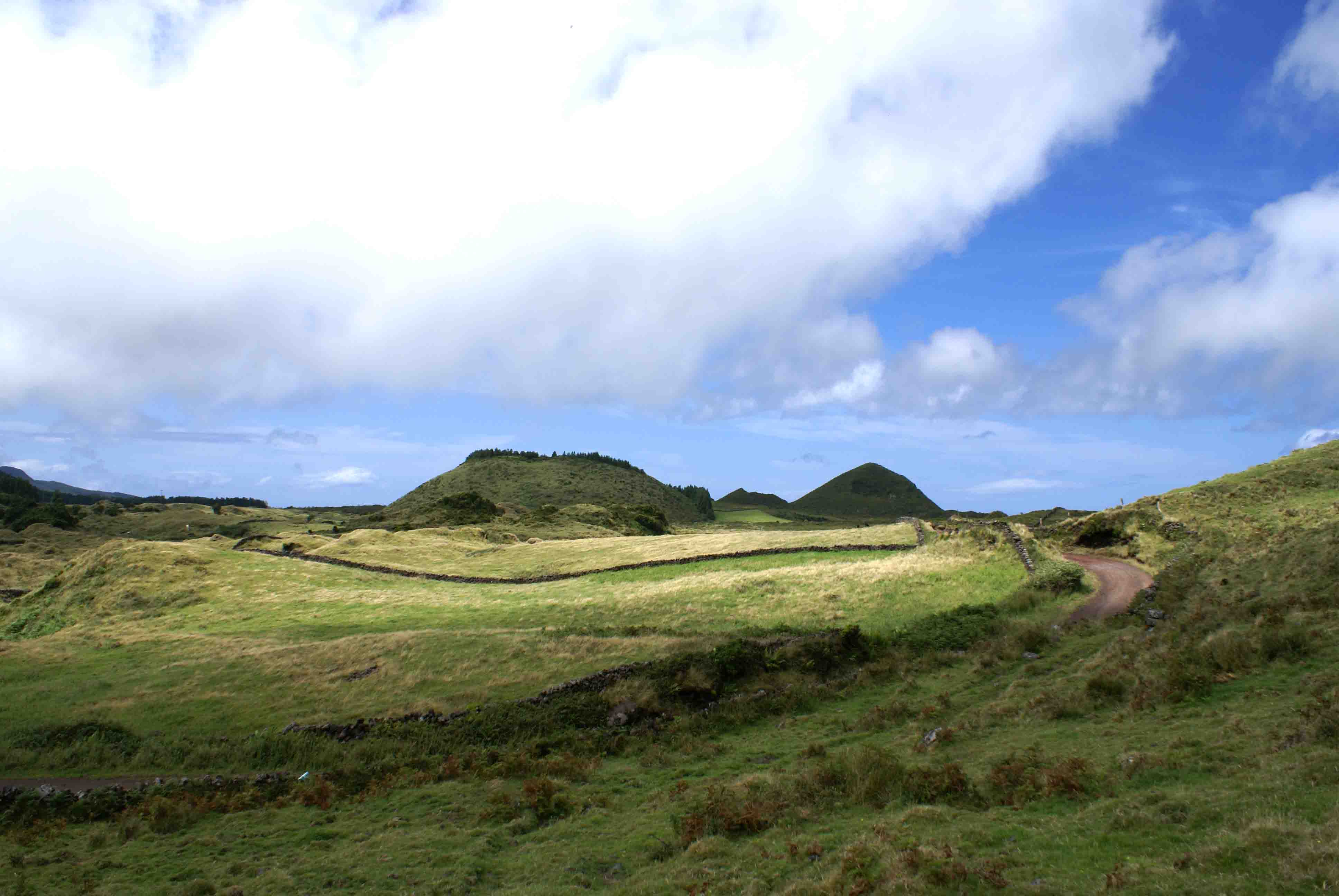
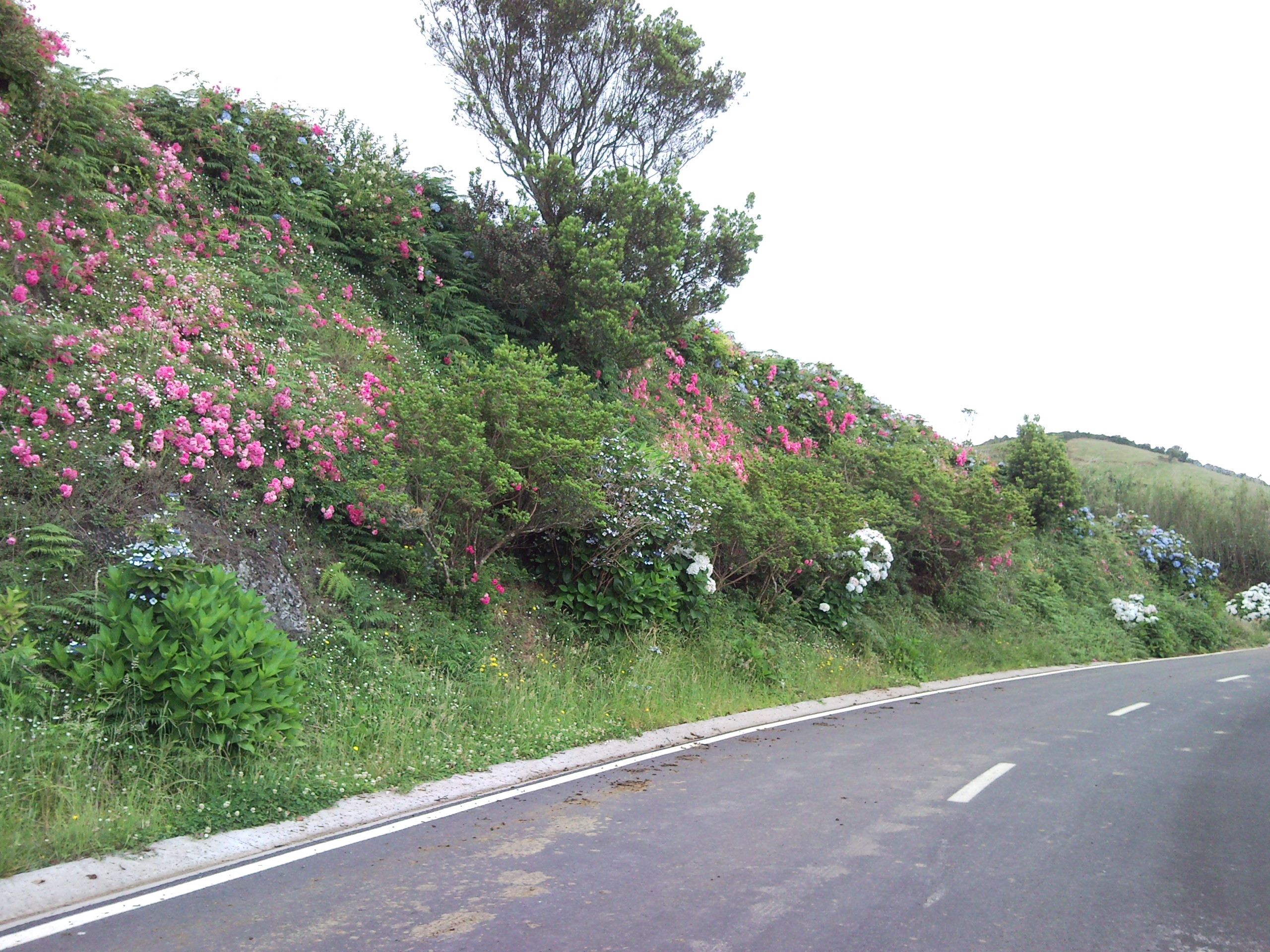
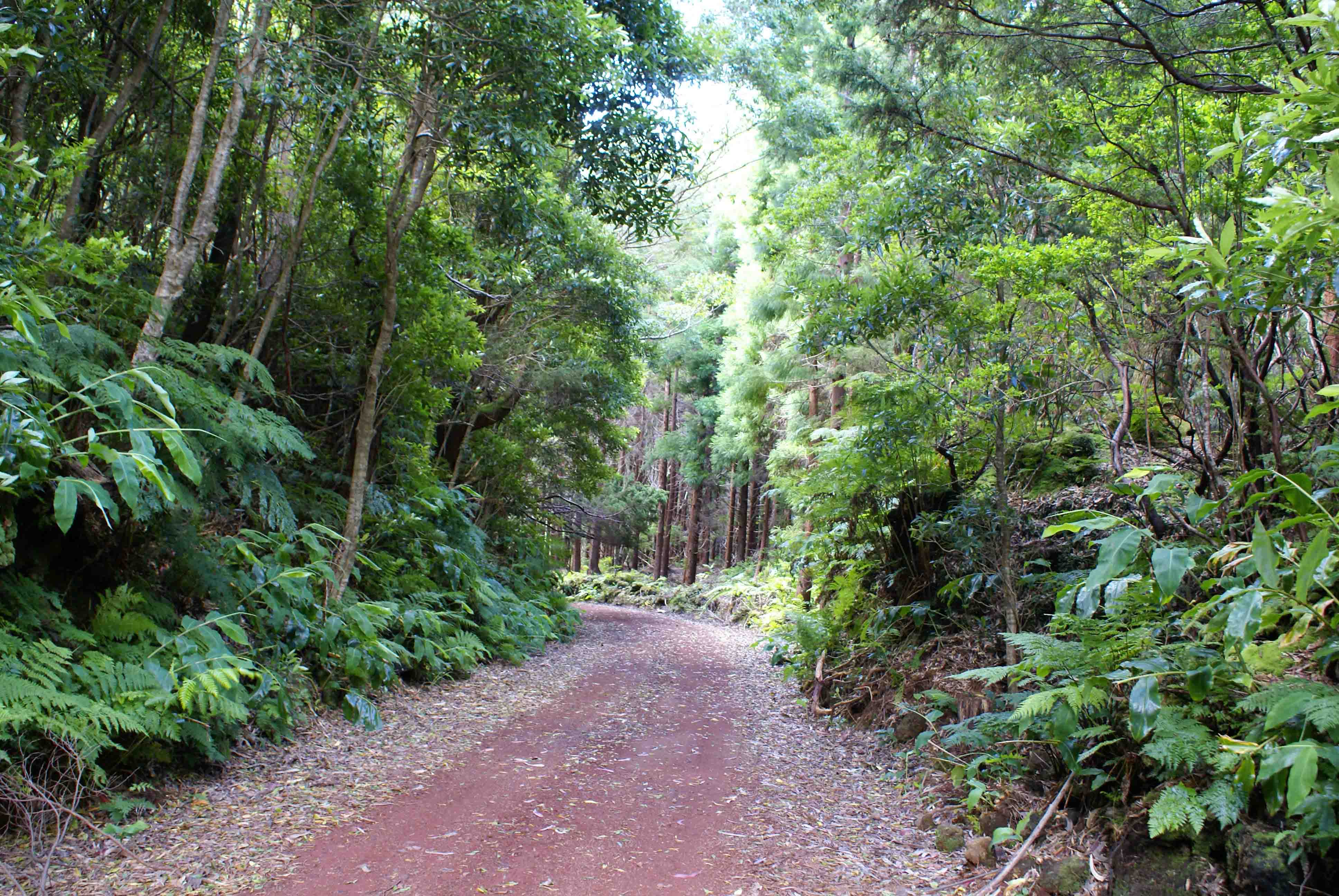
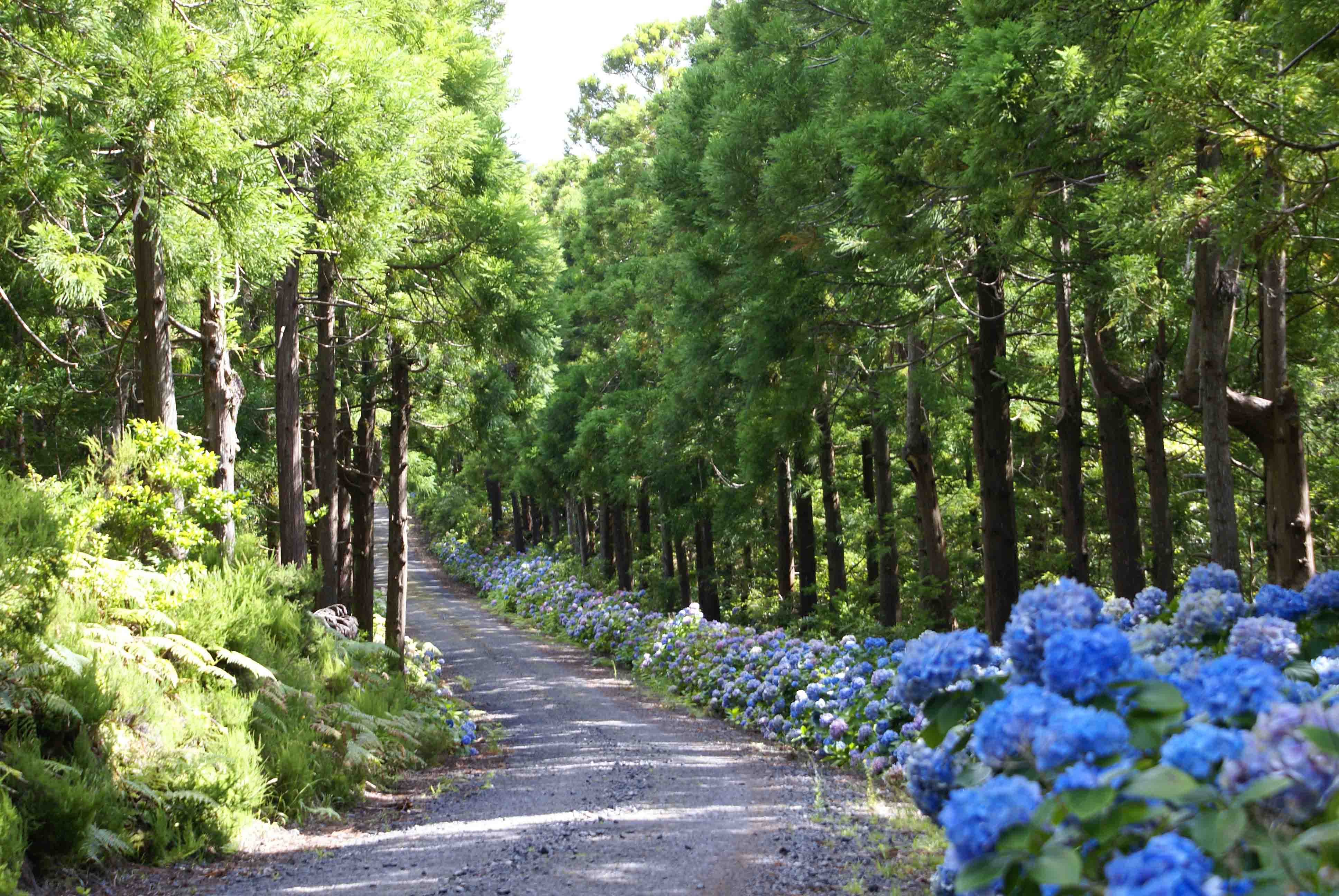
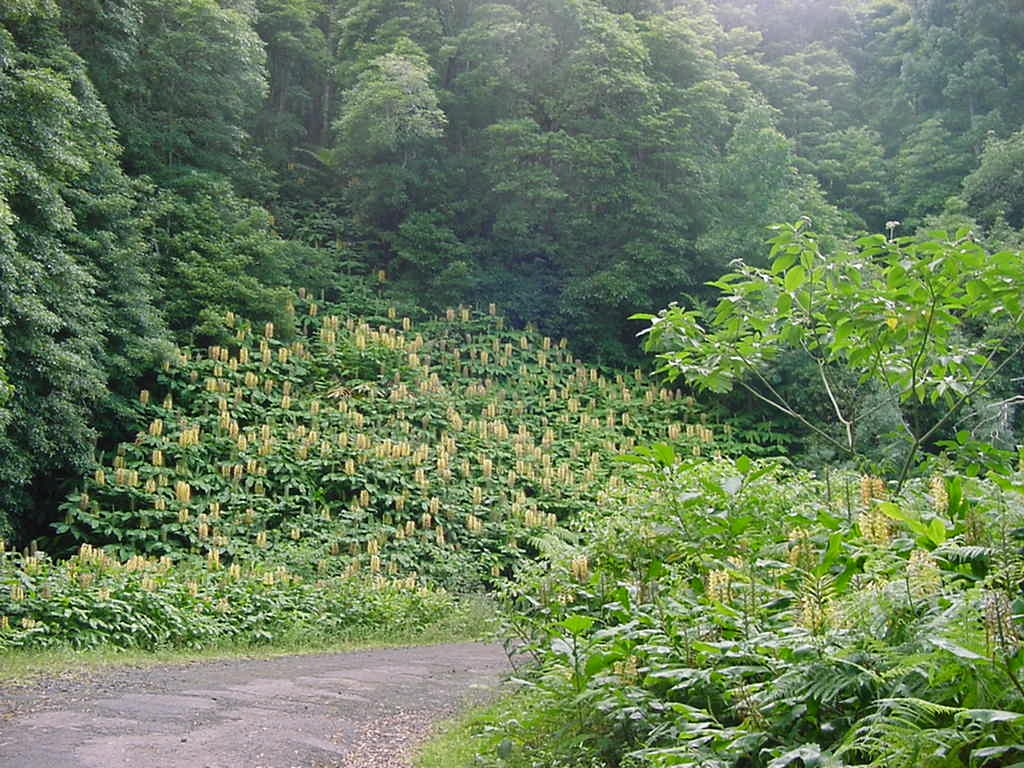
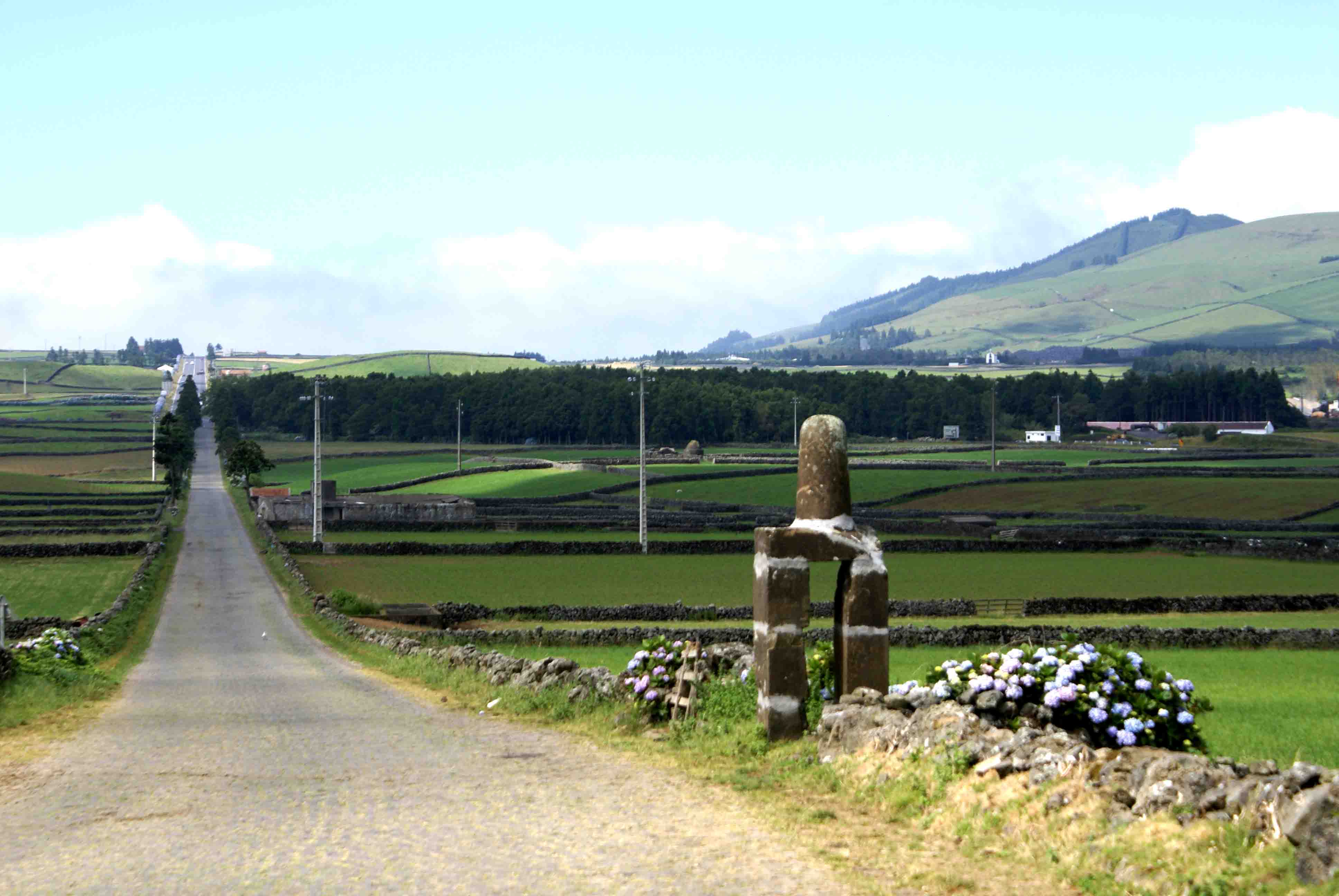
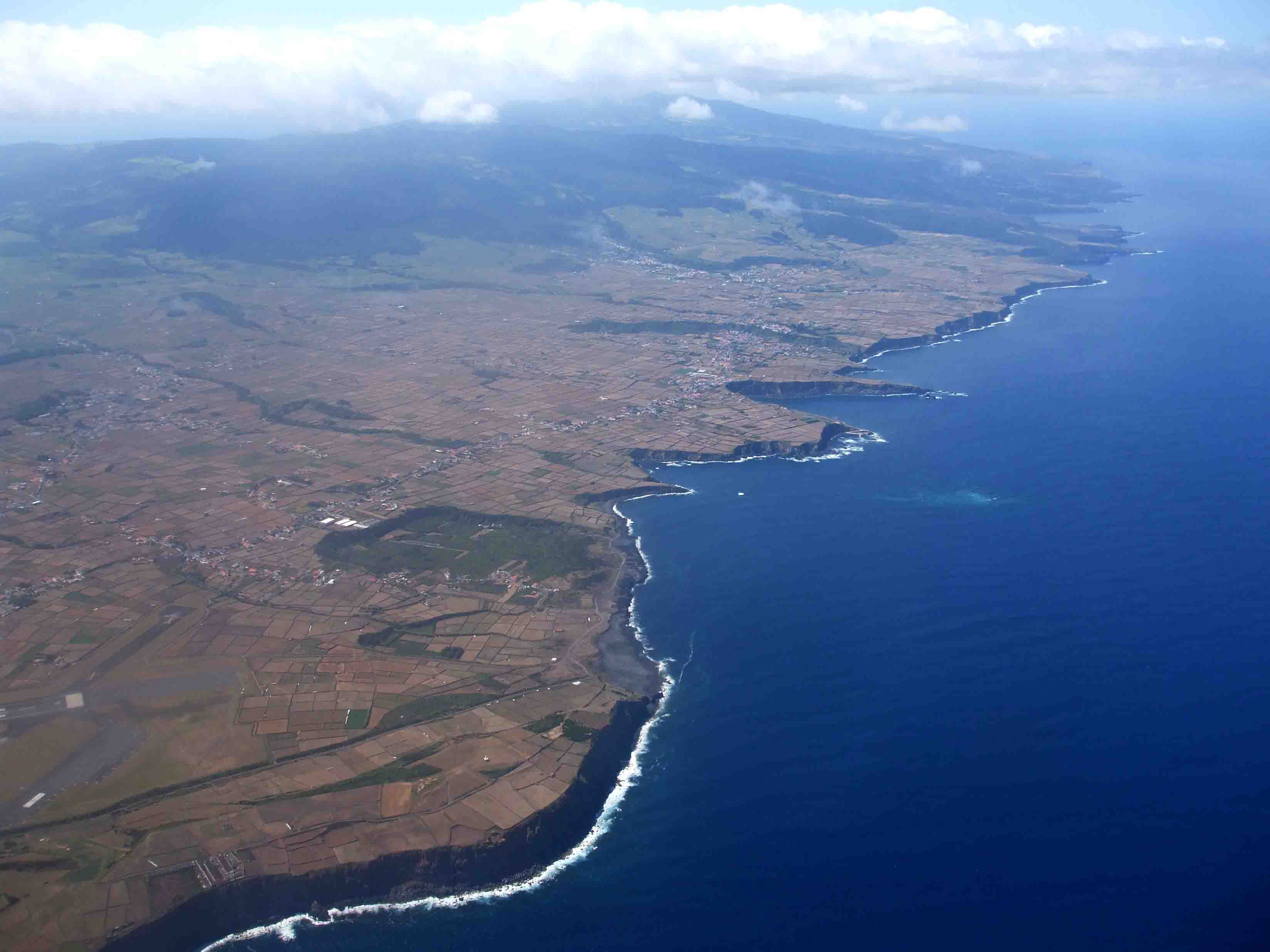